# 岩見沢市
岩見沢市（いわみざわし）は、北海道中部（道央地方）の市。空知総合振興局の振興局所在地。

## 概要
北海道内における陸上交通の要衝の一つであり、とりわけ高度経済成長期には近隣の炭鉱と北海道各地の港湾都市とを結ぶ列車の一大拠点となっていたことから、旧国鉄が全国12か所の鉄道の町の一つとして公認していた経緯がある。

### 地名の由来
開拓者が休泊所で浴（ゆあみ）をして疲れを癒した事にちなみ、付近が「浴澤」（ゆあみさわ）と称されるようになる。これが転訛し「岩見澤」（いわみざわ）になったとされる。北海道の市町村としては珍しい和名由来の自治体名である。

## 地理

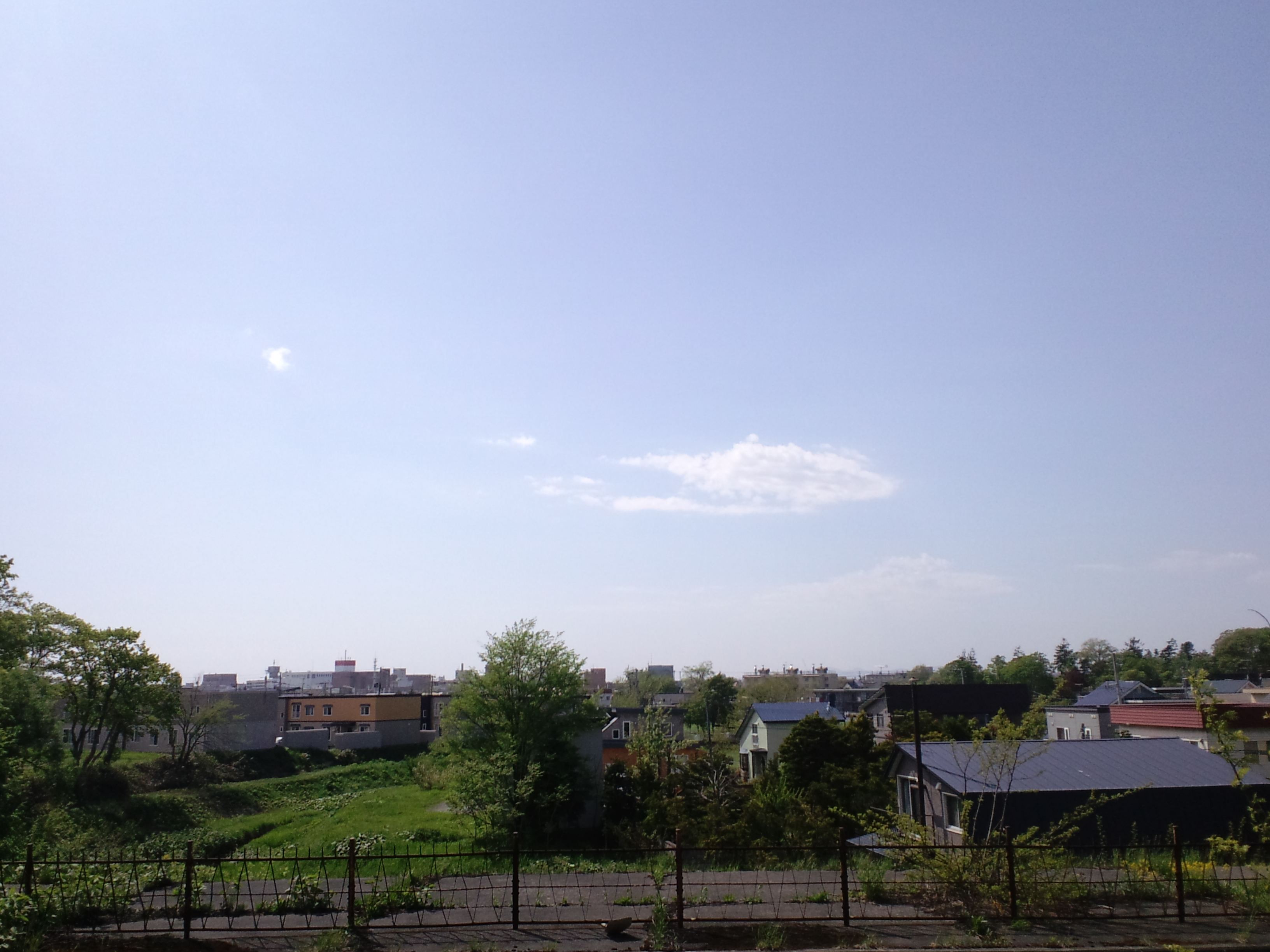
緑の多い市街地
左下奥には市街中心部のビルが見える

北海道の中央付近、空知地方の南部、石狩平野の東部に位置し、市域は石狩川左岸から夕張山地にかけて東西に広がる。市内には石狩川に合流する支流が数多く流れており、そのため橋梁の数も北海道第4位の多さとなっている。
JR函館本線・室蘭本線をはじめ道央自動車道、国道12号・234号および道道6号・81号・116号などが放射状に交差・接続する地点にあり、国鉄幌内線・万字線を失う以前の炭鉱全盛期には及ばないものの、今なお道央地区における交通の要衝として位置づけられている。市章に描かれた金色の「米」の形も、この四方八方へと広がる交通網を表現している。
市街地は中心となる岩見沢駅周辺をはじめ、幌向・志文・栗沢の各駅周辺および北村支所周辺にも小規模な市街地が形成されている。このうち幌向地区は、札幌市との距離が近くJRの所要時間の短さからベッドタウンとしての開発が進んだ地区である。そのほか、かつての炭鉱街の名残といえる集落が朝日・美流渡・万字地区に点在している。
また、大和地区をはじめとする国道12号岩見沢バイパス沿線では1980年代から2000年代にかけての相次ぐ郊外型商業施設の進出によって新市街が形成されていったが、その一方で旧来の中心市街地ではデパートが撤退するなど空洞化が目立つようになる。現在はバイパス沿線の商業施設の出店傾向が鈍った事もあり、岩見沢駅周辺再開発・駅北土地区画整理などの中心市街地活性化事業が行われている。
市街各地には利根別自然公園（大正池および利根別原生林）・玉泉館跡地公園・東山公園をはじめとする大小様々な公園や緑地が設けられており、市民や来訪者に豊かな自然と憩いの場を提供している。また都市計画では「緑のネットワーク」をテーマとし、幾春別川リバーパークや利根別川河川緑地と銘打った河川敷の緑化推進、街路樹や鉄道防風林の充実などによってこれらの公園同士を緑で繋げていくことを目標としている。

### 地形

岩見沢市中心部周辺の空中写真。2017年6月12日撮影の15枚を合成作成。
。

#### 山地
主な山
- 幌向岳 (836.2 m)

#### 河川
主な川
- 石狩川
- 夕張川
- 幾春別川
- 利根別川
- 東利根別川
- 南利根別川
- ポントネ川
- 幌向川
- ダルミ川
- 志文川
- 由良川
- 清真布川
- 最上川
- 加茂川

#### 湖沼
主な沼
- 瓢箪沼
- 鮒沼
- 鯉沼
- 雁里沼

主な池
- 宝池
- 大正池
- 金志池
- 高木の池
- 東山池

### 気候

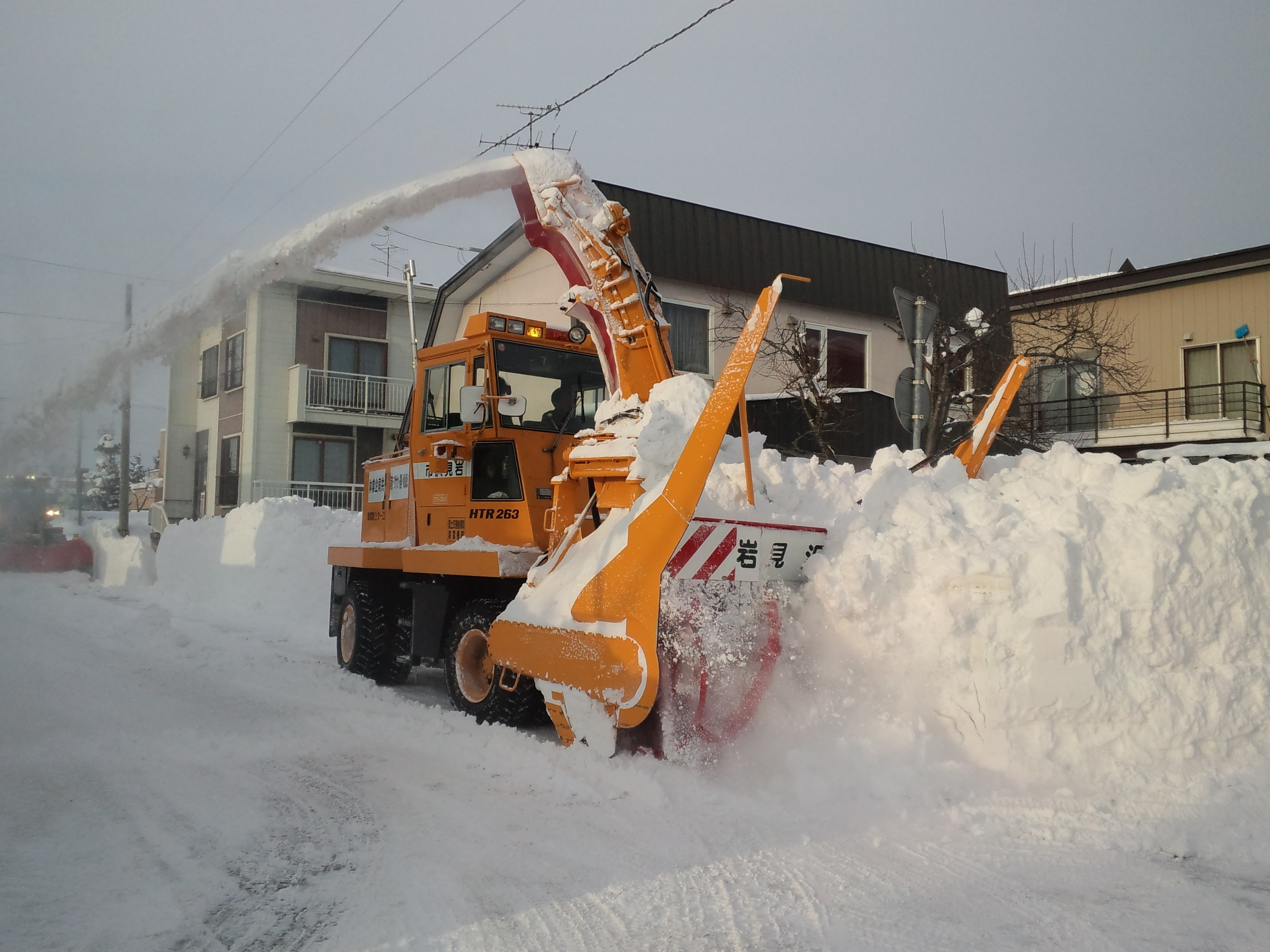
冬の除雪風景

日本有数の豪雪地帯であり、国から特別豪雪地帯の指定を受けている。1シーズンで累計7メートル近い降雪量がある。
12月上旬になると根雪になり、積雪量も一気に増す。しかし、温暖化による気候の変化の影響もあって、近年は降雪日数や根雪になる時期が変化しており、局地的な大雪が見られる。連日の記録的な降雪により観測史上最も深い208 cmの積雪を記録した2012年（平成24年）2月12日はその最たる例といえる。
ケッペンの気候区分では亜寒帯湿潤気候に属し、日本海側気候（北海道型）と内陸性気候の合併型の気候であるため、冬季は先述のように降雪量が非常に多く寒冷な気候であり、厳冬期には連日-10 ℃前後にまで気温が下がる。そのため、降り積もる雪質は水分を多く含まないいわゆるパウダースノーである場合が多い。それに加えて風が強いためしばしば地吹雪の原因となるが、同時に放射冷却の発生も抑えているため、-20℃近い強烈な冷え込みは少ない。
また、気象観測所がヒートアイランド現象の影響を受けやすい市街地にあり、最低気温を等温分布図で見ると、隣接する江別や美唄、新篠津よりもだいぶ高い数値を示すことが多い。夏季は緯度の割に暑くなり、最も暑い時期に30℃を超える真夏日も、北海道としては比較的多い部類に入る。
2023年7月30日、最低気温が25.4℃と過去最高を更新した。
- 気温：最高 36.1 ℃（2025年〔令和7年〕7月25日）、最低 -24.3℃（1957年〔昭和32年〕1月8日）
- 最大日降水量：262.0ミリ（1981年〔昭和56年〕8月4日）→ 昭和56年水害
- 最小湿度：10 %（2006年〔平成18年〕5月6日）
- 最大風速：31.4メートル（1954年〔昭和29年〕9月26日）
- 最深積雪：208センチ（2012年〔平成24年〕2月12日）
- 最早初雪：1954年（昭和29年）10月7日

| 岩見沢市5条東（岩見沢特別地域気象観測所、標高42m）の気候     | 岩見沢市5条東（岩見沢特別地域気象観測所、標高42m）の気候 | 岩見沢市5条東（岩見沢特別地域気象観測所、標高42m）の気候 | 岩見沢市5条東（岩見沢特別地域気象観測所、標高42m）の気候 | 岩見沢市5条東（岩見沢特別地域気象観測所、標高42m）の気候 | 岩見沢市5条東（岩見沢特別地域気象観測所、標高42m）の気候 | 岩見沢市5条東（岩見沢特別地域気象観測所、標高42m）の気候 | 岩見沢市5条東（岩見沢特別地域気象観測所、標高42m）の気候 | 岩見沢市5条東（岩見沢特別地域気象観測所、標高42m）の気候 | 岩見沢市5条東（岩見沢特別地域気象観測所、標高42m）の気候 | 岩見沢市5条東（岩見沢特別地域気象観測所、標高42m）の気候 | 岩見沢市5条東（岩見沢特別地域気象観測所、標高42m）の気候 | 岩見沢市5条東（岩見沢特別地域気象観測所、標高42m）の気候 | 岩見沢市5条東（岩見沢特別地域気象観測所、標高42m）の気候 |
| 月                                                           | 1月                                                      | 2月                                                      | 3月                                                      | 4月                                                      | 5月                                                      | 6月                                                      | 7月                                                      | 8月                                                      | 9月                                                      | 10月                                                     | 11月                                                     | 12月                                                     | 年                                                       |
| ------------------------------------------------------------ | -------------------------------------------------------- | -------------------------------------------------------- | -------------------------------------------------------- | -------------------------------------------------------- | -------------------------------------------------------- | -------------------------------------------------------- | -------------------------------------------------------- | -------------------------------------------------------- | -------------------------------------------------------- | -------------------------------------------------------- | -------------------------------------------------------- | -------------------------------------------------------- | -------------------------------------------------------- |
| 最高気温記録 °C （°F）                                       | 8.7 (47.7)                                               | 12.7 (54.9)                                              | 16.6 (61.9)                                              | 26.8 (80.2)                                              | 33.1 (91.6)                                              | 33.6 (92.5)                                              | 36.1 (97)                                                | 35.7 (96.3)                                              | 32.7 (90.9)                                              | 25.9 (78.6)                                              | 20.5 (68.9)                                              | 14.3 (57.7)                                              | 36.1 (97)                                                |
| 平均最高気温 °C （°F）                                       | −1.9 (28.6)                                              | −0.9 (30.4)                                              | 3.5 (38.3)                                               | 11.2 (52.2)                                              | 17.7 (63.9)                                              | 21.7 (71.1)                                              | 25.1 (77.2)                                              | 26.1 (79)                                                | 22.4 (72.3)                                              | 15.7 (60.3)                                              | 7.6 (45.7)                                               | 0.5 (32.9)                                               | 12.4 (54.3)                                              |
| 日平均気温 °C （°F）                                         | −5.3 (22.5)                                              | −4.6 (23.7)                                              | −0.4 (31.3)                                              | 6.1 (43)                                                 | 12.1 (53.8)                                              | 16.3 (61.3)                                              | 20.2 (68.4)                                              | 21.3 (70.3)                                              | 17.4 (63.3)                                              | 10.8 (51.4)                                              | 3.9 (39)                                                 | −2.6 (27.3)                                              | 7.9 (46.2)                                               |
| 平均最低気温 °C （°F）                                       | −9.2 (15.4)                                              | −8.9 (16)                                                | −4.5 (23.9)                                              | 1.3 (34.3)                                               | 7.1 (44.8)                                               | 12.0 (53.6)                                              | 16.6 (61.9)                                              | 17.6 (63.7)                                              | 12.9 (55.2)                                              | 6.2 (43.2)                                               | 0.2 (32.4)                                               | −6.0 (21.2)                                              | 3.8 (38.8)                                               |
| 最低気温記録 °C （°F）                                       | −24.3 (−11.7)                                            | −23.0 (−9.4)                                             | −22.0 (−7.6)                                             | −10.9 (12.4)                                             | −3.6 (25.5)                                              | 2.5 (36.5)                                               | 5.2 (41.4)                                               | 6.9 (44.4)                                               | −1.0 (30.2)                                              | −4.0 (24.8)                                              | −14.6 (5.7)                                              | −22.6 (−8.7)                                             | −24.3 (−11.7)                                            |
| 降水量 mm （inch）                                           | 119.4 (4.701)                                            | 85.5 (3.366)                                             | 59.4 (2.339)                                             | 52.7 (2.075)                                             | 83.9 (3.303)                                             | 69.5 (2.736)                                             | 111.5 (4.39)                                             | 161.1 (6.343)                                            | 142.2 (5.598)                                            | 110.4 (4.346)                                            | 118.8 (4.677)                                            | 144.5 (5.689)                                            | 1,248.5 (49.154)                                         |
| 降雪量 cm （inch）                                           | 187 (73.6)                                               | 137 (53.9)                                               | 72 (28.3)                                                | 8 (3.1)                                                  | 0 (0)                                                    | 0 (0)                                                    | 0 (0)                                                    | 0 (0)                                                    | 0 (0)                                                    | 1 (0.4)                                                  | 70 (27.6)                                                | 200 (78.7)                                               | 664 (261.4)                                              |
| 平均降水日数 （≥0.5 mm）                                     | 22.4                                                     | 19.3                                                     | 16.1                                                     | 12.3                                                     | 11.9                                                     | 9.9                                                      | 11.1                                                     | 11.4                                                     | 12.0                                                     | 15.8                                                     | 19.9                                                     | 24.1                                                     | 185.6                                                    |
| 平均降雪日数 （≥1cm）                                        | 21.7                                                     | 19.5                                                     | 15.9                                                     | 3.1                                                      | 0.0                                                      | 0.0                                                      | 0.0                                                      | 0.0                                                      | 0.0                                                      | 0.3                                                      | 8.6                                                      | 21.6                                                     | 90.3                                                     |
| % 湿度                                                       | 81                                                       | 78                                                       | 74                                                       | 68                                                       | 71                                                       | 78                                                       | 81                                                       | 81                                                       | 79                                                       | 77                                                       | 78                                                       | 81                                                       | 77                                                       |
| 平均月間日照時間                                             | 90.2                                                     | 111.3                                                    | 161.9                                                    | 176.6                                                    | 196.5                                                    | 173.6                                                    | 156.2                                                    | 158.8                                                    | 161.9                                                    | 138.5                                                    | 84.7                                                     | 69.0                                                     | 1,679.1                                                  |
| 出典：気象庁（平均値：1991年 - 2020年、極値：1946年 - 現在） |                                                          |                                                          |                                                          |                                                          |                                                          |                                                          |                                                          |                                                          |                                                          |                                                          |                                                          |                                                          |                                                          |

| 岩見沢（岩見沢測候所・1961 - 1990年平均）の気候 | 岩見沢（岩見沢測候所・1961 - 1990年平均）の気候 | 岩見沢（岩見沢測候所・1961 - 1990年平均）の気候 | 岩見沢（岩見沢測候所・1961 - 1990年平均）の気候 | 岩見沢（岩見沢測候所・1961 - 1990年平均）の気候 | 岩見沢（岩見沢測候所・1961 - 1990年平均）の気候 | 岩見沢（岩見沢測候所・1961 - 1990年平均）の気候 | 岩見沢（岩見沢測候所・1961 - 1990年平均）の気候 | 岩見沢（岩見沢測候所・1961 - 1990年平均）の気候 | 岩見沢（岩見沢測候所・1961 - 1990年平均）の気候 | 岩見沢（岩見沢測候所・1961 - 1990年平均）の気候 | 岩見沢（岩見沢測候所・1961 - 1990年平均）の気候 | 岩見沢（岩見沢測候所・1961 - 1990年平均）の気候 | 岩見沢（岩見沢測候所・1961 - 1990年平均）の気候 |
| 月                                              | 1月                                             | 2月                                             | 3月                                             | 4月                                             | 5月                                             | 6月                                             | 7月                                             | 8月                                             | 9月                                             | 10月                                            | 11月                                            | 12月                                            | 年                                              |
| ----------------------------------------------- | ----------------------------------------------- | ----------------------------------------------- | ----------------------------------------------- | ----------------------------------------------- | ----------------------------------------------- | ----------------------------------------------- | ----------------------------------------------- | ----------------------------------------------- | ----------------------------------------------- | ----------------------------------------------- | ----------------------------------------------- | ----------------------------------------------- | ----------------------------------------------- |
| 平均最高気温 °C （°F）                          | −2.6 (27.3)                                     | −1.8 (28.8)                                     | 2.5 (36.5)                                      | 10.5 (50.9)                                     | 17.3 (63.1)                                     | 21.2 (70.2)                                     | 24.7 (76.5)                                     | 25.9 (78.6)                                     | 21.6 (70.9)                                     | 15.0 (59)                                       | 7.1 (44.8)                                      | 0.6 (33.1)                                      | 11.8 (53.2)                                     |
| 日平均気温 °C （°F）                            | −6.2 (20.8)                                     | −5.8 (21.6)                                     | −1.5 (29.3)                                     | 5.5 (41.9)                                      | 11.5 (52.7)                                     | 15.7 (60.3)                                     | 19.7 (67.5)                                     | 21.1 (70)                                       | 16.3 (61.3)                                     | 9.8 (49.6)                                      | 3.2 (37.8)                                      | −2.7 (27.1)                                     | 7.2 (45)                                        |
| 平均最低気温 °C （°F）                          | −10.6 (12.9)                                    | −10.4 (13.3)                                    | −5.8 (21.6)                                     | 0.8 (33.4)                                      | 6.2 (43.2)                                      | 11.3 (52.3)                                     | 16.0 (60.8)                                     | 17.2 (63)                                       | 11.6 (52.9)                                     | 5.0 (41)                                        | −0.6 (30.9)                                     | −6.5 (20.3)                                     | 2.8 (37)                                        |
| 降雪量 cm （inch）                              | 221 (87)                                        | 162 (63.8)                                      | 72 (28.3)                                       | 8 (3.1)                                         | 0 (0)                                           | 0 (0)                                           | 0 (0)                                           | 0 (0)                                           | 0 (0)                                           | 2 (0.8)                                         | 81 (31.9)                                       | 211 (83.1)                                      | 756 (297.6)                                     |
| 出典：NOAA（1961-1990）                         |                                                 |                                                 |                                                 |                                                 |                                                 |                                                 |                                                 |                                                 |                                                 |                                                 |                                                 |                                                 |                                                 |

### 地域

#### 住宅団地

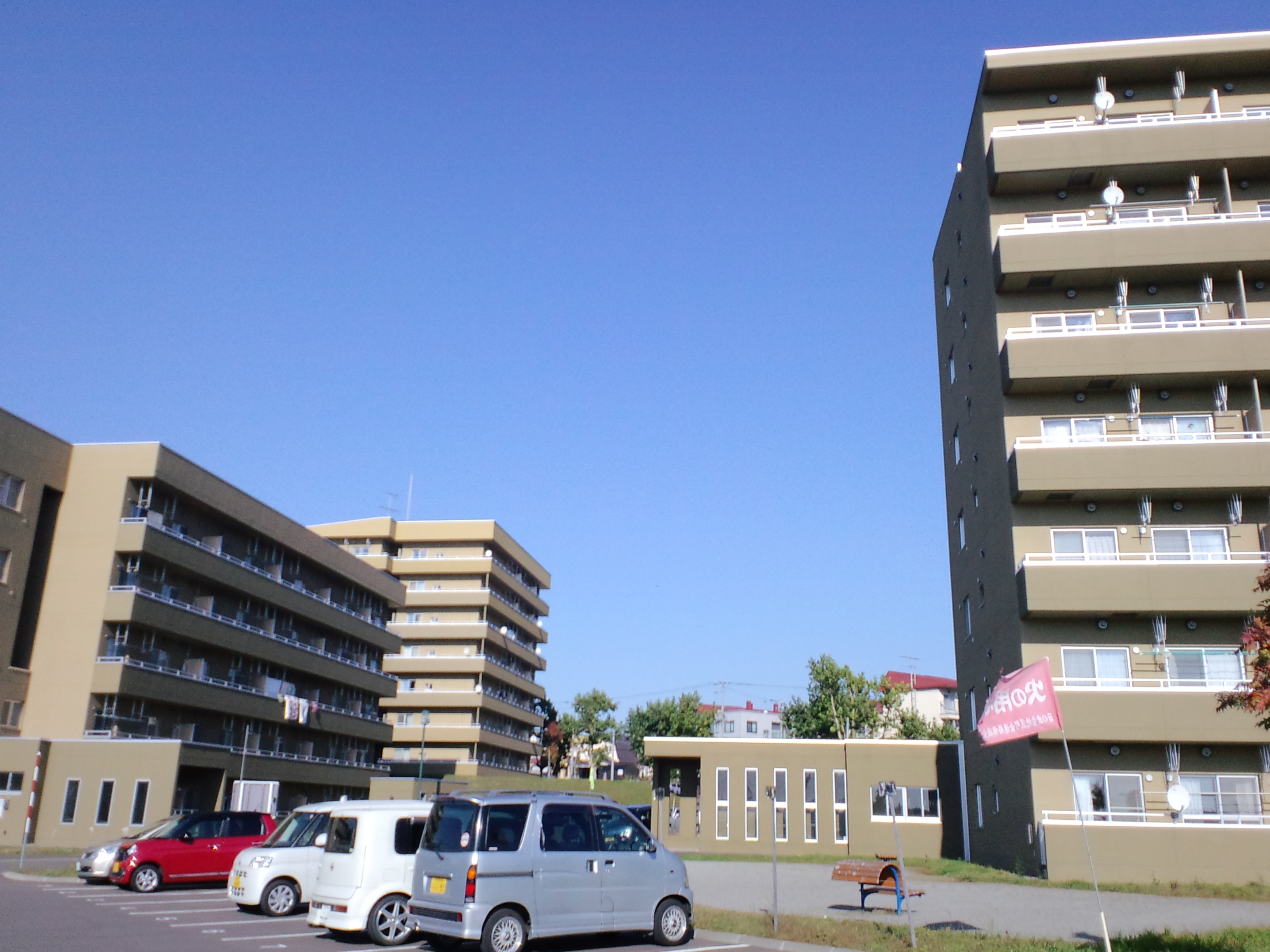
市営日の出台団地

道営
- 日の出台団地
- かえで団地
- 新東町団地
- 第3かえで団地
- 南利根別団地
- 中央南団地
- しらかば団地
- 福祉村団地

市営
- 美鳩団地
- 6条東団地
- 6条中央団地
- 5条東団地
- 3条西16団地
- 春日団地
- 北1条団地
- 北2条団地
- 北5条団地
- 美園団地
- さくら木団地
- 日の出南団地
- 日の出北団地
- 日の出台団地
- 第1楓団地
- 第2楓団地
- 東町団地
- 志文団地
- こぶし団地
- 北幌向団地
- 元町団地
- 第3東町団地
- 豊里団地
- 北村栄団地
- 北栄団地
- 栗沢栄団地
- 弥生ヶ丘団地
- 必成団地
- すずかけ団地
- ひばりヶ丘団地
- 美流渡錦団地
- 美流渡栄団地
- 美流渡福寿団地
- 万字幸栄団地
- 万字巴団地
- 栗沢福寿団地
- 北村勤労者団地

### 人口
合併前の旧市域の人口は沿革を参照。
| |                                          |  |
| 岩見沢市と全国の年齢別人口分布（2005年） | 岩見沢市の年齢・男女別人口分布（2005年） |  |
| ■紫色 ― 岩見沢市 ■緑色 ― 日本全国 | ■青色 ― 男性 ■赤色 ― 女性                |  |
| 岩見沢市（に相当する地域）の人口の推移 \| 1970年（昭和45年） \| 89,601人 \| \| \| 1975年（昭和50年） \| 89,369人 \| \| \| 1980年（昭和55年） \| 93,340人 \| \| \| 1985年（昭和60年） \| 95,862人 \| \| \| 1990年（平成2年） \| 93,312人 \| \| \| 1995年（平成7年） \| 97,042人 \| \| \| 2000年（平成12年） \| 96,302人 \| \| \| 2005年（平成17年） \| 93,677人 \| \| \| 2010年（平成22年） \| 90,153人 \| \| \| 2015年（平成27年） \| 84,499人 \| \| \| 2020年（令和2年） \| 79,306人 \| \| |                                          |  |
| 総務省統計局 国勢調査より |                                          |  |
| 1970年（昭和45年） | 89,601人                                 |  |
| 1975年（昭和50年） | 89,369人                                 |  |
| 1980年（昭和55年） | 93,340人                                 |  |
| 1985年（昭和60年） | 95,862人                                 |  |
| 1990年（平成2年） | 93,312人                                 |  |
| 1995年（平成7年） | 97,042人                                 |  |
| 2000年（平成12年） | 96,302人                                 |  |
| 2005年（平成17年） | 93,677人                                 |  |
| 2010年（平成22年） | 90,153人                                 |  |
| 2015年（平成27年） | 84,499人                                 |  |
| 2020年（令和2年） | 79,306人                                 |  |

#### 消滅集落
2015年国勢調査によれば、以下の集落は調査時点で人口0人の消滅集落となっている。
- 岩見沢市
  - 栗沢町万字曙町 - かつての炭鉱街であり、炭鉱閉山後の人口減に歯止めがかからなかった。
  - 総合公園 - 文字通り大部分が公園の敷地内であるため、もともと人家が極端に少ない。
  - 元町1条西 - 平成23年2月11日に大部分が「北1条西」に改称されたため、現存する街区が極端に狭い。
  - 有明町南 - 大部分が鉄道駅の構内および線路上であるため、もともと人家が極端に少ない。

### 隣接する自治体
空知総合振興局
- 三笠市
- 美唄市
- 夕張市
- 夕張郡栗山町
- 夕張郡長沼町
- 樺戸郡月形町
- 空知郡南幌町

石狩振興局
- 江別市
- 石狩郡新篠津村

## 歴史

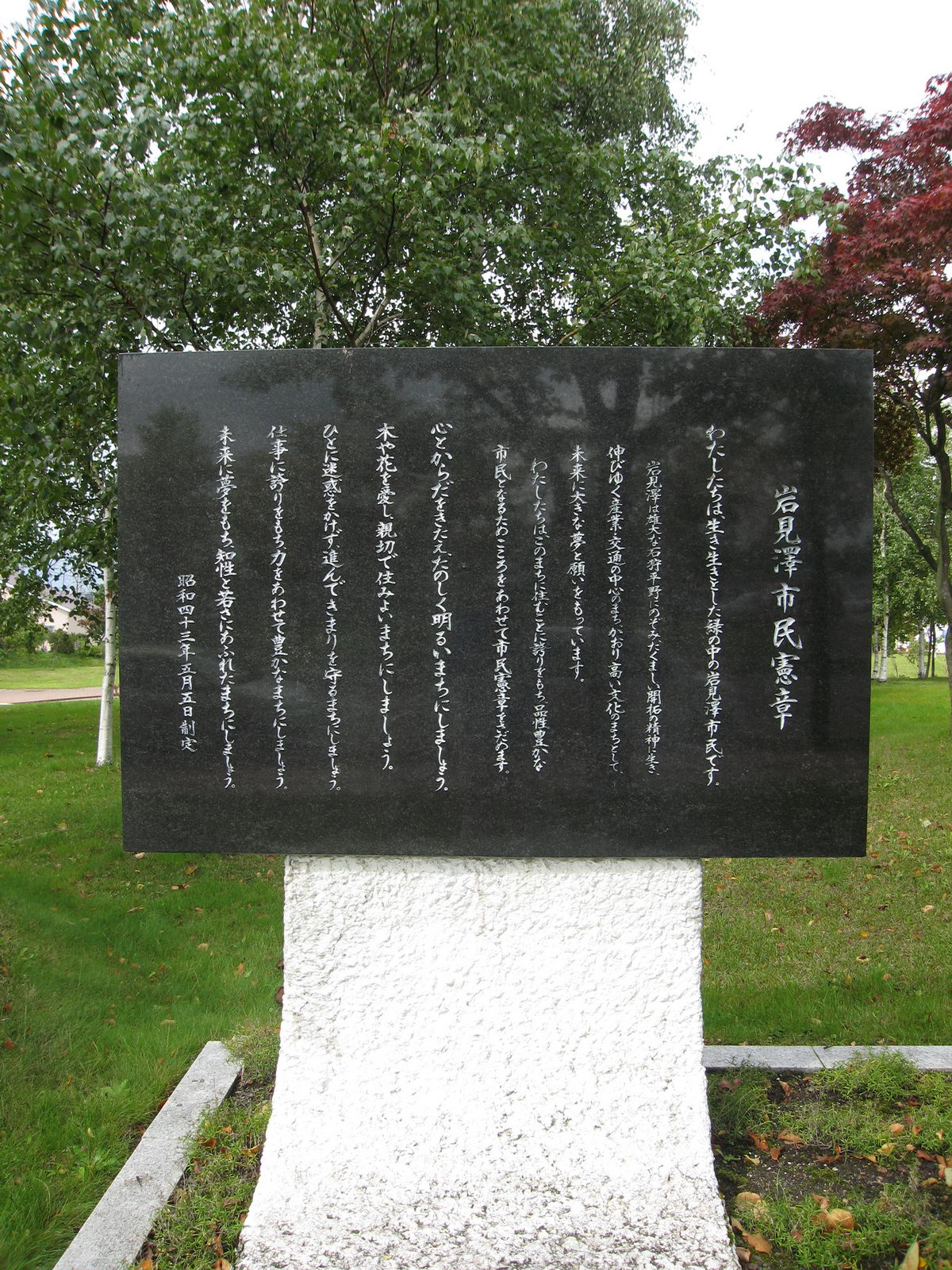
岩見沢市民憲章碑（市役所前）

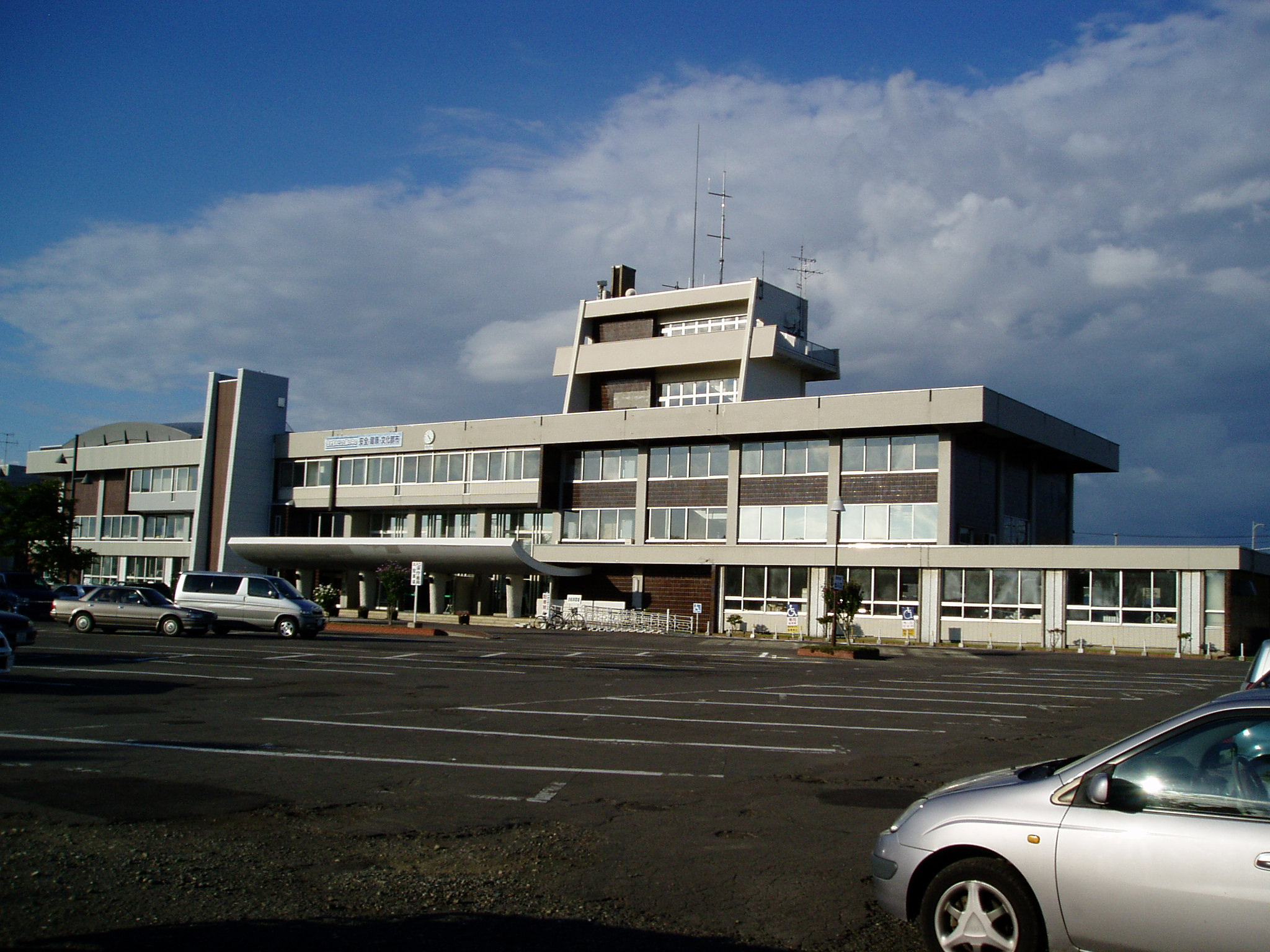
岩見沢市役所（旧庁舎）

- 1878年、開拓使が幌向太（現在の幌向地区） - 幌内（三笠市）間の道路開削の際、官営休泊所が岩見沢・元町（幾春別川沿い）を含む5箇所に設置された。[7]
- 1882年11月13日には幌内鉄道が全線開通し幌向駅が開駅。1883年、狩野末治が休泊所を借り受けて宿にし、岩見沢最初の定住者となる。同年に公布された移住士族取扱規則により札幌県勧業派出所が設置され、山口県・鳥取県ほか10県からの士族集団移住により本格的に開拓の鍬が入れられた。

岩見澤駅を中心に次第に市街が形成され、1884年10月6日に岩見澤村が設置される。岩見澤 - 忠別太（旭川市）間・岩見澤 - 夕張間の道路や、岩見澤 - 奈江 - 歌志内間、岩見澤 - 輪西間の鉄道が開通し、岩見澤駅も元町から現在地に移転、新市街地が形成されるとともに、陸上交通の要衝となる。
- 1897年10月には空知支庁が設置され、1900年7月、1級町村制による岩見澤村となり急速に伸展。1906年10月には町制を施行し、1908年には北海道では函館に次いで2番目に近代上水道が完成[10]。
- 1943年待望の市制を施行。1957年、三笠市の桂沢ダム完成によって上水道拡張事業・都市計画の実施も急速に進展。1961年には岩見沢駅に、函館本線、室蘭本線、幌内線、万字線4本の鉄路をさばく東北以北最大の操車場が完成し、周辺の炭鉱の開発とともに交通の要衝として発展する。当時岩見沢駅には500名以上の職員がいたと言われる。

しかしながら炭鉱が相次ぐ閉山の時代を迎えた事により、1980年操車場は廃止され、要衝としての繁栄も曲がり角を迎える。国道12号岩見沢バイパスの開通によって郊外まで開発が進んだ事もあり、商業施設の郊外出店による中心市街地空洞化が浮き彫りとなった。折しも岩見沢駅舎が2000年に火災で全焼した事もあり、駅舎再建・周辺再開発を柱とした中心市街地活性化事業が行われている。加えて、近年は札幌のベッドタウンとしての性格が強まる事による空知地方の中核都市としての相対的な役割低下が危惧されており、求心力の維持・向上に重点的に取り組んでいる。2006年の北村、栗沢町との合併もその一環である。なお、求心力の指標となる昼夜人口比率は僅かながら上昇しており、改善の傾向が見られている。

### 沿革
- 江戸時代は、松前藩の管轄であった。幕府の天領にもなった。
- 1858年（安政03年）- 松浦武四郎が当地で調査。
- 1878年（明治11年）- 開拓使が幌内炭山等を行き交う人々のために休泊所を設置。
- 1882年（明治15年）- 幌内鉄道幌内 - 手宮間開通。幌向駅、岩見沢簡易乗降所開設。
- 1883年（明治16年）- 入植開始。
- 1884年（明治17年）- 岩見沢簡易乗降所を駅に昇格。二級町村制岩見沢村開村・戸長役場設置。459名の士族入植。岩見沢郵便局開設。
- 1885年（明治18年）- 1,414名の士族入植。
- 1886年（明治19年）- 北海道最初の開拓水道（三笠市萱野 - 岩見沢市元町）を敷設する。
- 1889年（明治22年）- 上川道路（現・国道12号線）開通。
- 1890年（明治23年）- 夕張道路（現・北海道道38号夕張岩見沢線）開通。
- 1891年（明治24年）- 北海道炭礦鉄道岩見沢 - 歌志内間開通。
- 1892年（明治25年）- 室蘭 - 岩見沢間に鉄道開通[11]、岩見沢駅が現在地に移転。
- 1897年（明治30年）- 北海道庁空知支庁（現・空知総合振興局）設置。
- 1899年（明治32年）- 戸長役場完成。
- 1900年（明治33年）- 1級町村制による岩見沢村となる。人口は12,518人。
- 1906年（明治39年）- 町制施行。岩見沢町となる。
- 1908年（明治41年）- 全道2番目、全国13番目の近代上水道完成
- 1929年（昭和04年）- 北海幹線用水路開通。
- 1943年（昭和18年）- 北海道10番目、全国201番目（200番目の夕張市と同日）に市制施行。
- 1944年（昭和19年）- 「岩見沢市市歌」（作詞・奥保、作曲・中山晋平）を制定。
- 1948年（昭和23年）- 市章制定。
- 1951年（昭和26年）- 市立図書館開設。
- 1953年（昭和28年）- 保安隊岩見沢駐屯地開設。
- 1954年（昭和29年）
  - 月日不詳 - 市立病院が現在地へ移転新築。
  - 8月11日 - 昭和天皇、香淳皇后が市内を行幸啓。岩見沢農業高校を訪問[12]。
- 1955年（昭和30年）- 市民会館が開設され、同館内に市立図書館が移転。北海道中央労災病院開院。
- 1956年（昭和31年）- 財政破綻により再建団体に、8カ年の自主再建計画に着手。国鉄岩見沢操車場改修、東北以北最大の大操車場に。三笠市の桂沢ダム完成（11月28日）により水の安定供給が実現[13]
- 1960年（昭和35年）- 駅前通拡幅[14]完成。大正池一般開放。
- 1961年（昭和36年）- 国鉄室蘭本線岩見沢 - 志文間複線化。萩の山市民スキー場開設。
- 1962年（昭和37年）- 東山公園完成。
- 1963年（昭和38年）- 市民会館が現在地に新築移転。緑が丘霊園造成。
- 1964年（昭和39年）- 駒澤大学北海道教養部・同附属岩見沢高開校。日の出町に2,000戸のニュータウン造成。
- 1965年（昭和40年）- 市役所庁舎現在地に移転新築[15]。岩見沢駒澤短期大学が開学する。
- 1968年（昭和43年）- 市民憲章・市木・市花・市鳥制定。スポーツセンター完成。
- 1970年（昭和45年）- あやめ公園完成。鳩が丘記念緑地[16]整備。
- 1973年（昭和48年）- 開基90周年、市制30周年記念歌「交響詩岩見沢」（作詞・加藤愛夫、作曲・川越守）が発表される。
- 1974年（昭和49年）- 国道12号岩見沢バイパス（10条通）開通。
- 1978年（昭和53年）- 一般廃棄物最終処分場造成。
- 1981年（昭和56年）- 幌向・北村地区で大水害発生。
- 1983年（昭和58年）- 開基100周年・市制施行40周年。道央自動車道岩見沢IC開通。文化センター開設。
  - 3月31日 - 国鉄万字線廃線[17]。
- 1986年（昭和61年）6月22日～9月15日 - いわみざわ公園で北海道21世紀博覧会開催[18]
- 1987年（昭和62年） - 総合体育館完成
  - 7月12日 - JR幌内線廃線[19]。
- 1988年（昭和63年）12月　- 中心市街地に再開発ビル「ポルタ」が完成し、核店舗として西友岩見沢店が出店[20]。
- 1989年（平成元年）10月15日　- 映画館が消滅[21]。
- 1991年（平成3年）- 第一回ドカ雪まつり開催。
- 1994年（平成6年）- 東部丘陵地域振興事業の一環としてふるさと毛陽オープン。
- 1995年（平成7年）- コミュニティプラザオープン。上幌向駅橋上化。
- 1996年（平成8年）- 第5回ばら制定都市会議（ばらサミット）開催。コミュニティエフエムはまなす放送開始。温水プール移転新築。中央バス岩見沢ターミナル移転新築
- 1997年（平成9年）10月 - 自治体ネットワークセンターオープン[22]
- 1999年（平成11年）- 市営球場移転
  - 12月10日 - 岩見沢駅3代目駅舎全焼[23]。
- 2001年（平成13年）9月1日 - 市立図書館移転新築[24]
- 2003年（平成15年）
  - 9月1日 - 新市民会館「まなみーる」完成[25]
  - 12月26日 - 駅前広場全面供用[26]
- 2005年（平成17年）- 大和地区に大和タウンプラザ （3月17日）[27]・ポスフール（11月3日[28]、現イオン）などの大規模商業施設相次いでオープン
- 2013年（平成25年）
  - 4月1日 - 空知婦人会館・勤労青少年ホーム・働く婦人の家を「生涯学習センター」に統合移転[29]
  - 7月 - 第22回ばら制定都市会議（ばらサミット）開催[30]
- 2015年（平成27年）
  - 4月1日 - ごみ有料化実施、新ごみ処理施設「いわみざわ環境クリーンプラザ」供用開始。
  - 8月23日 - ダイエー岩見沢店閉店。
- 2022年（令和4年）
  - 1月4日 - 市役所新庁舎の供用開始[31]。

### 行政区域の変遷
- 1892年（明治25年）- 栗沢村を分村。
- 1900年（明治33年）7月1日 - 北村を分村。一級町村制施行により空知郡岩見沢村が成立。
- 1906年（明治39年）2月1日 - 町制施行し、岩見沢町となる。
- 1943年（昭和18年）4月1日 - 市制施行により岩見沢市となる。
- 2006年（平成18年）3月27日 - 空知郡栗沢町・北村を編入[32]。

## 政治

### 行政
- 市民が主役の開かれた市政を基本に「市民本位のまちづくり」「自主自立のまちづくり」を進めている。
- 「緑と人の繋がりで作る安全・健康・文化都市」をめざし、市民福祉の向上と地域振興を図るための施策を展開中。

#### 役所
岩見沢市役所
- 支所 - 栗沢、北村
- 出張所 - 幌向、朝日町、美流渡
- 連絡所 - 万字
- サービスセンター - 有明交流プラザ

#### 市長
- 松野哲 （2012年（平成24年）9月9日就任、4期目[33]）

歴代市長
- 高柳広蔵（1943年 - 1945年）
- 川村芳次（1945年 - 1946年）
- 山本市英（1947年 - 1954年）
- 川村芳次（1954年 - 1970年）
- 国兼孝治（1970年 - 1990年）
- 能勢邦之（1990年 - 2002年）
- 渡辺孝一（2002年 - 2012年）

#### 財政
札幌市に次ぐ道内第2位という多額の財政調整基金を積み立てたため、財政力指数の低さの割には安定している。また、将来負担比率が非常に低いのも特徴。
2008年度
- 財政力指数 0.41
- 標準財政規模 237億750万円
- 一般会計歳入 436億3768万円
  - 市町村税の収入額 90億537万円
- 一般会計歳出 434億3338万円
- 経常収支比率 91.9%
- 実質公債費比率 13.5%
- 人口千人当たり職員数 6.56
  - 2006年度（平成18年度）を初年度とした5年間で118人（8.4%）の削減を目標としている
  - 一般職員 548名（うち単純労務職 57名） 教育公務員50名 合計598名
- 人件費 67億6907万円
- 職員一人当たり人件費 1077万8773円
- 人口一人当たり人件費決算額 7万4229円
- ラスパイレス指数 98.2
- 地方債等の残高

1. 市債

  - 一般会計分の債務 483億7276万円
  - 特別会計分の債務 36億7743万円
  - 企業会計分の債務 257億2756万円
    - 市債の残高合計 777億7775万円
    - 市民一人当たりの市債残高 85万2910円
2. その他の債務（岩見沢市全額負担ではない債務も含まれる）

  - 関係する一部事務組合分の債務 24億4500万円
  - 第三セクター等の債務保証等に係る債務 28億9000万円
    - その他の債務の合計 53億3500万円
    - 市民一人当たりのその他の債務の残高 5万8503円

#### 市町村合併
市町村合併に関する経緯
当初は空知南部地域として、岩見沢市・美唄市・三笠市・北村・栗沢町・月形町の6市町村で合併を検討、協議会を設置するも、月形町が単独町制で、美唄市・三笠市も単独市制継続で離脱。残った3市町村で合併協議会を設置。3市町村の住民アンケートでは6 - 7割が賛成し、合併が実現した。
合併後、旧町村の助役は「参与」という特別職の地位で栗沢・北村両支所長に就任。
- 2002年（平成14年）8月 空知中央地域合併問題検討会を設置。岩見沢市・美唄市・三笠市・北村・栗沢町・月形町で構成。
- 2003年（平成15年）5月 空知中央地域任意合併協議会を設置。
- 2003年（平成15年）12月 美唄市・三笠市・月形町が協議会離脱。
- 2004年（平成16年）4月 岩見沢市・北村・栗沢町で空知中央地域合併協議会設置。
- 2006年（平成18年）3月27日 北村・栗沢町を編入[32]。

### 議会

#### 市議会
- 定数：22名
- 任期：2019年（令和元年）5月1日 - 2023年（平成5年）4月30日
- 議長：篠原藤雄（市民クラブ）
- 副議長：石黒武美（政和会）

| 会派名           | 議席数 |
| ---------------- | ------ |
| 市民クラブ       | 11     |
| 政和会           | 5      |
| 公明党           | 2      |
| 日本共産党議員団 | 2      |
| みどりの会       | 1      |

※2021年（令和3年）4月1日時点。

#### 道議会
- 選挙区：岩見沢市選挙区
- 定数：2名
  - 2015年4月に新しい区割りが適用され、それまでの定数1から増員となった。
- 任期：2019年（令和元年）5月13日 - 2023年（令和5年）5月12日

| 氏名     | 会派名           | 当選回数 |
| -------- | ---------------- | -------- |
| 中川浩利 | 民主・道民連合   | 2        |
| 村木中   | 自民党・道民会議 | 3        |

※2019年（令和元年）5月14日時点。

#### 衆議院
- 任期 ： 2017年（平成29年）10月22日 - 2021年（令和3年）10月21日（「第48回衆議院議員総選挙」参照）

| 選挙区                       | 議員名 | 党派名     | 当選回数 | 備考     |
| ---------------------------- | ------ | ---------- | -------- | -------- |
| 北海道第10区（岩見沢市など） | 稲津久 | 公明党     | 4        | 選挙区   |
| 北海道第10区（岩見沢市など） | 神谷裕 | 立憲民主党 | 1        | 比例復活 |

## 国家機関

### 官公庁
- 北海道開発局札幌開発建設部岩見沢道路事務所・農業事務所・河川事務所
- 陸上自衛隊岩見沢駐屯地
- 札幌地方検察庁岩見沢支部、岩見沢区検察庁
- 札幌法務局岩見沢支局
  - 岩見沢公証役場
- 札幌国税局岩見沢税務署
- 日本年金機構岩見沢年金事務所
- 北海道農政事務所岩見沢統計・情報センター
- 北海道森林管理局空知森林管理所
  - 岩見沢森林事務所
  - 万字森林事務所
- 北海道労働局岩見沢労働基準監督署・公共職業安定所（ハローワーク岩見沢）
- 札幌地方裁判所岩見沢支部・検察審査会、岩見沢簡易裁判所
- 札幌家庭裁判所岩見沢支部

### 道の機関
- 空知総合振興局
  - 岩見沢保健所
  - 空知家畜保健衛生所
  - 森林室
  - 札幌建設管理部建設行政室
    - 岩見沢出張所

  - 空知農業改良普及センター本所
  - 岩見沢児童相談所
- 北海道教育委員会空知教育局

## 施設

### 警察
警察署
- 北海道札幌方面岩見沢警察署

交番
- 駅前、東光、美園

駐在所
- 桜木、東、上幌向、幌向、志文、上志文、栗沢、美流渡、北村

### 消防
本部
岩見沢地区消防事務組合消防本部
消防署
- 岩見沢消防署

支署
- 北支所
- 栗沢支所

出張所
- 北盛出張所
- 西出張所
- 南出張所

分遣所
- 美流渡分遣所

### 医療
医師会
- 岩見沢市医師会
- 岩見沢歯科医師会

救急告示施設
- 岩見沢市立総合病院
- 岩見沢市立栗沢病院
- 北海道中央労災病院（独立行政法人労働者健康福祉機構） - 塵肺診療実績日本一（毎年1,200人以上）
- 岩見沢北翔会病院（医療法人北翔会）
- 岩見沢脳神経外科（医療法人萌佑会）

その他病院
- 空知病院（医療法人恵仁会）
- 野宮病院（医療法人緑光会）
- 牧病院（医療法人社団北陽会）
- 岩見沢明日佳病院（医療法人社団明日佳）

### 郵便局
集配郵便局
- 岩見沢郵便局：市内中心部・上幌向・幌向地区、栗沢町美流渡・万字地区、北村地区　※北都地区の一部は新篠津郵便局
- 栗沢郵便局：栗沢町市街地・栗丘・茂世丑地区

その他の郵便局
- 岩見沢日の出郵便局
- 岩見沢栄町郵便局
- 岩見沢三条中郵便局
- 岩見沢元町郵便局
- 岩見沢三条郵便局
- 岩見沢美園郵便局
- 岩見沢六条郵便局
- 岩見沢幌向郵便局
- 岩見沢志文郵便局
- 上幌向郵便局
- 上志文郵便局
- 美流渡郵便局
- 茂世丑郵便局
- 北村郵便局
- 岩見沢春日簡易郵便局
- 岩見沢くぴど簡易郵便局
- 岩見沢北三条簡易郵便局
- 岩見沢朝日簡易郵便局
- 岩見沢大和簡易郵便局
- 栗沢本町簡易郵便局
- 万字仲町簡易郵便局

### 公共施設
ホール・公民館など

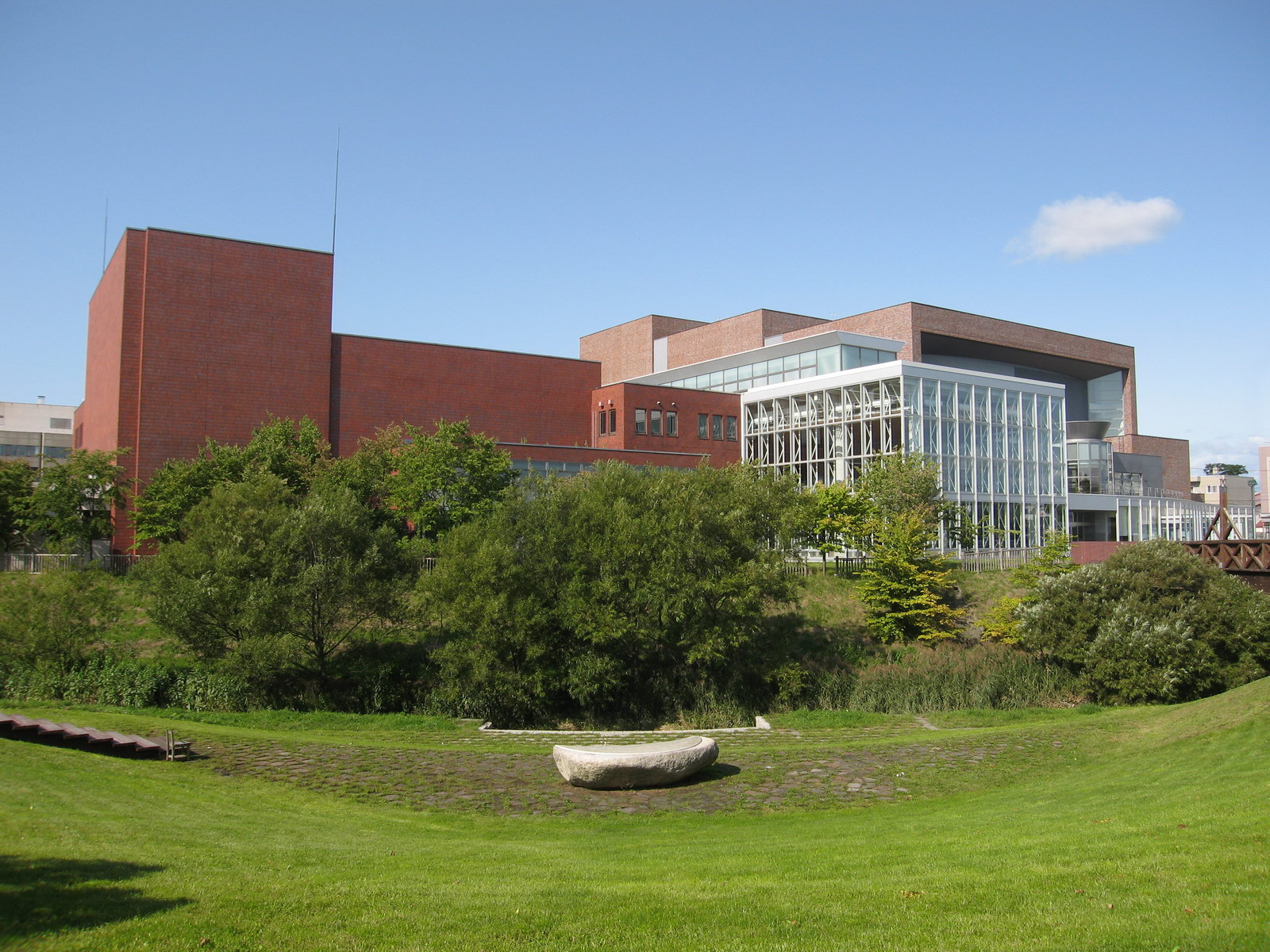
まなみーる

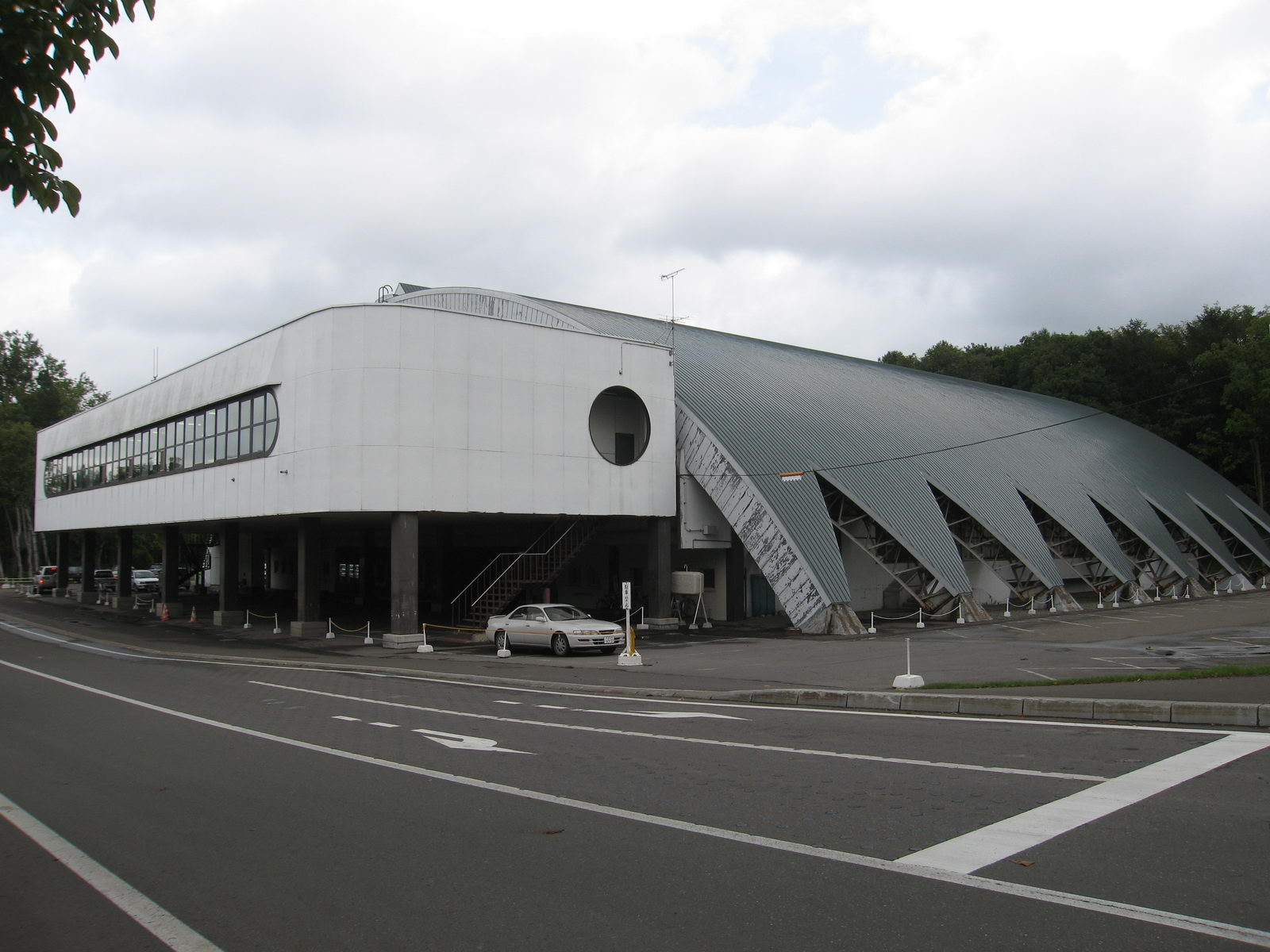
岩見沢スポーツセンター

- 岩見沢市民会館・文化センターまなみーる（9月1日開設）[25]
- 岩見沢市コミュニティプラザ・自治体ネットワークセンター（10月開設）[22]
- イベントホール赤れんが
- 栗沢市民センター
- 栗沢文化センター

図書館
- 岩見沢市立図書館
- 来夢21
- 北村学習交流館

資料館・博物館など
- 絵画ホール・松島正幸記念館
- 北村ふるさと学習館

公園
- いわみざわ発祥の地公園
- 鳩が丘記念緑地
- はぎその緑地
  - 敷地内にある「千樹橋」は橋脚がない木製橋としては世界最長（32.5m）
- ガーデンテラス
- 水明公園
- 室蘭本線跡地緑地
- 栗沢クラインガルテン（農村体験公園）
- ふるさとの森冒険ランド

### 運動施設
- 岩見沢市総合体育館
- 岩見沢市温水プール
- 岩見沢市野球場
- 北村野球場
- 北村自然体験宿泊学習館「ぱる」

### 研究所
- 教育研究所

## 対外関係

### 姉妹都市･提携都市

#### 海外
姉妹都市
- ポカテロ市（アメリカ合衆国 アイダホ州）
1985年（昭和60年）- 緯度や産業、歴史などに類似点が多いことから姉妹都市提携。中高生訪問団・一般の訪問団を1年ごとに交代し行っている。
- キャンビー市（アメリカ合衆国 オレゴン州）
1989年（平成元年）- 旧栗沢町が姉妹都市提携。青少年の国際的な視野と地域活動の幅を広げるため、中学生派遣訪問などを行っている。

提携都市
- 阿城区（中華人民共和国 黒竜江省 哈爾浜市）
1982年（昭和57年）- 旧栗沢町が旧玉泉鎮と交流議定書調印。農業技術を中心とした交流を行い、民間相互交流訪問や双方の記念行事訪問を実施。

#### 国内
姉妹都市
- 南アルプス市（中部地方 山梨県）
2000年（平成12年）- 旧北村に入植した北村雄治の出身地のため、旧若草町と友好都市締結し、2004年姉妹都市提携。小中学生・住民の相互訪問交流やイベントなどの交流。

提携都市
- さぬき市（四国地方 香川県）
1992年（平成4年）- 出身者が栗沢町小西地区に入植した経緯から旧長尾町と旧栗沢町が友好都市締結。小学生相互訪問交流や文化交流。
- 砺波市 （中部地方 富山県）
1992年（平成4年）- 出身者が栗沢町砺波地区に入植した経緯から旧栗沢町と交流都市提携。交流使節団の受け入れや各種イベントの参加。

## 経済
- もともとは石炭生産と輸送のための鉄道で発展した町。かつては東部の山地に朝日炭鉱・万字炭鉱・美流渡炭鉱など大規模な炭鉱を有したが、現在は全て閉山した。
- 石炭産業の衰退により、主要産業は農業・工業に転換。
- 2003年のITビジネス特区認定を契機に情報通信技術の研究を進めており、それを通して得られたデータや開発したシステムを企業誘致や農業の高度化、市民サービスなどに活用している。
  - 2013年からは、天候状況をもとに病害虫の発生や収穫適期を予測する農業気象システムを稼動を始めた。
- 2007年（平成19年）11月、「地域産業経済活性化による岩見沢市再生プロジェクト」が平成19年度地方再生モデルプロジェクトとして採択された。

### 第一次産業

#### 農業
コメ、タマネギ、小麦などの日本有数の産地。寒暖差の大きい気候が果物の生産に適しており、果樹園や直売専門の小規模な農家が点在しているほか、近年はワイナリー設立やヴィンヤードの新規就農が多数見られる。また、昭和初期に農場の害獣駆除を目的に放たれた経緯から、国内では珍しい食用のキジが養殖されている。市で公設道央地方卸売市場「株式会社岩三」（いわみ）を設置。
- 水稲作付面積/収穫量 - ともに道内1位（7,780ha/44,600t）
- 小麦作付面積/収穫量 - 国内・道内5位/7位（4,910ha/17,200t）
- 大豆作付面積/収穫量 - 国内10位・道内5位/国内7位・道内4位（1,320ha/3,590t）
- なたね作付面積/収穫量 - 道内8位/国内7位・道内6位（13ha/38t）
- はくさい作付面積/収穫量 - ともに道内第1位（234ha/6,470t）
- タマネギ作付面積/収穫量 - ともに道内第4位・国内第6位（1,110ha/57,900t）
- カーネーション出荷量 - 道内第3位（1,500,000本）
- 農業就業人口 3,175人（道内第1位）
- 農家戸数 1,398戸（2010年）
- 農業産出額 188億1000万円（2006年）：合併前旧3市町村分の合算

農協
- 峰延農業協同組合（JAみねのぶ）
- いわみざわ農業協同組合（JAいわみざわ）
  - 本所、岩見沢支所、幌向支所、栗沢支所、北村支所、大富支所
- 北海道農業共済組合（NOSAI北海道）
  - 空知中央支所、空知中央家畜診療所

### 第二次産業

#### 工業
分譲済みの岩見沢・東町鉄工・栗沢、分譲中の岡山・南空知流通工業・上幌向・道央栗沢を合わせ、計7つの工業団地を有する。製造品出荷額は増加傾向にあり、内訳を見ると軽工業が中心で、中でも食品加工業が全体の40％以上を占めている。
- 製造品出荷額 740億296万円（2016年）

### 第三次産業

#### 商業
小売業においては、大規模・中規模商業施設が数多くある事から周辺市町村からの買物客の出入りが活発である。それを表すかのように、年間商品販売額を見ても岩見沢市より人口の多い江別市や札幌市南区・手稲区などを上回っている。また交通の要衝として物流に適しているため、近年までは卸売業も人口に比して盛んだった。
かつて三笠市や美唄市の炭鉱が閉山した際に市内の商店の売上が大幅に落ち込んだ事があり、周辺市町村の経済状況に影響されやすい傾向がある。
- 年間商品販売額 1366億7800万円（2012年）
  - 内訳：卸売業 570億3200万円・小売業 796億4500万円

岩見沢商圏
- 1次商圏（岩見沢市での購買率56％以上）：岩見沢市・三笠市・月形町・新篠津村
- 2次商圏（同・購買率30％以上56％未満）：美唄市
- 3次商圏（同・購買率5％以上30％未満）：栗山町・由仁町

#### 商業施設
ショッピングセンター・スーパーマーケット
- イオン北海道（イオングループ）
  - イオン岩見沢店
  - ザ・ビッグ岩見沢店
- ラルズ（アークスグループ）
  - ビッグハウス岩見沢店
- 生活協同組合コープさっぽろ道央地区
  - 岩見沢東店
  - 岩見沢南店
- 北雄ラッキー
  - ラッキーマート幌向店
- いわみざわ農業協同組合（JAいわみざわ）
  - エーコープであえーる店
  - エーコープほろむい店
  - エーコープくりさわ店
- JR北海道フレッシュキヨスク
  - ジェイ・アール生鮮市場岩見沢店
- 津司
  - 卸売スーパー岩見沢店
- トライアルカンパニー
  - スーパーセンタートライアル岩見沢店
- 神戸物産
  - 業務スーパー岩見沢店(ケヒコ運営)

#### 物流
- ヤマト運輸千歳主管支店
  - 岩見沢東センター・岩見沢西センター・空知岡山センター
- 佐川急便岩見沢営業所
- 日本通運岩見沢支店

### 金融機関
銀行
- 北海道銀行岩見沢支店
- 北洋銀行岩見沢中央支店

協同組織金融機関
- 空知信用金庫本店・栗沢支店ほか
- 北門信用金庫岩見沢支店
- 空知商工信用組合岩見沢支店
- 北海道労働金庫岩見沢支店

生活協同組合
- 全労済岩見沢支所

その他の協会・団体
- 炭鉱の記憶推進事業団そらち炭鉱の記憶マネジメントセンター

### 拠点を置く主な企業
大手企業の子会社等を除き、大多数を中小・零細企業が占めている。かつての石炭産業に関連した企業も立地する。
市内企業
- 北燃グループ
  - 北燃商事株式会社
  - サンフロア工業株式会社
- トッキュウグループ
  - 株式会社トッキュウ
  - 空知パブリックメンテナス株式会社
- 株式会社一条
- クリーンハウス株式会社（岩見沢市と三笠市の2本社制）
- 株式会社いわせき
- 昭和マテリアル株式会社
- ランドシステム株式会社
- 武蔵商事株式会社
- 武部建設株式会社
- 株式会社カツイ
- 勝井建設工業株式会社
- 株式会社朝日住設
- 開発工建株式会社
- 株式会社向田自動車
- 赤いリボン有限会社
- 株式会社白亜ダイシン
- 玉田産業株式会社
- 株式会社北辰
- 株式会社湯浅火薬銃砲店
- 株式会社ZAWA.COM

地域子会社・事務所・工場
- 株式会社エスケイアイファーマシー
- 積水化学グループ
  - 積水化学北海道株式会社
  - 北積加工株式会社
  - 北海道セキスイハイム工業株式会社
  - 株式会社北積ハイム製作所
- フィードグローブ株式会社（岩見沢市と青森県八戸市の2本社制）
- 空知リゾートシティ株式会社
- ISEKI Japan北海道カンパニー（旧・株式会社ヰセキ北海道、登記上の本店は札幌市手稲区）
- 株式会社日立パワーソリューションズ　岩見沢工場
- 京阪セロファン株式会社　北海道工場
- サトウ食品株式会社　北海道工場
- 北海道丸大食品株式会社
- スターゼングループ
  - スターゼンミートプロセッサー株式会社  石狩工場
- 王子グループ
  - 王子コンテナー株式会社　札幌工場
  - 王子製袋株式会社　岩見沢工場・北海道ダンパック営業所
- 京浜精密工業株式会社　北海道工場
- 株式会社北海道LIXIL製作所　本社・栗沢工場
- クリエートメディック株式会社　北海道工場
- イオン北海道株式会社

## 情報･通信

### マスメディア

#### 新聞社･通信社
- 北海道新聞社岩見沢総局
- 空知新聞社岩見沢支社（旧岩見沢新聞社）
- 読売新聞社岩見沢支局
- 朝日新聞社岩見沢支局
- 毎日新聞社報道部岩見沢※現在記者不在
- 北海道通信社岩見沢支社
- 北海道建設新聞社空知支社

#### 放送局
テレビ放送
- NHK札幌放送局岩見沢支局
- HBC岩見沢通信部
- 岩見沢放声協会（街頭放送）

ラジオ放送
- FMはまなす（コミュニティFM）

## 教育

### 大学
国立
- 北海道教育大学 岩見沢校 - スポーツ・芸術専門

### 専修学校
市立
- 岩見沢市立高等看護学院

私立
- 岩見沢市医師会附属看護高等専修学校

### 高等学校
道立
- 北海道岩見沢東高等学校 - 空知地方随一の進学校
- 北海道岩見沢西高等学校 -
- 北海道岩見沢農業高等学校 - 北海道最大の農業高校
- 北海道岩見沢高等養護学校

市立
- 北海道岩見沢緑陵高等学校 - 市内で唯一の情報コミュニケーション科設置校。

### 中学校
市立
- 岩見沢市立東光中学校
- 岩見沢市立光陵中学校
- 岩見沢市立緑中学校
- 岩見沢市立豊中学校
- 岩見沢市立上幌向中学校
- 岩見沢市立清園中学校
- 岩見沢市立明成中学校
- 岩見沢市立栗沢中学校
- 岩見沢市立美流渡中学校
- 岩見沢市立北村中学校

### 小学校
市立
- 岩見沢市立岩見沢小学校
- 岩見沢市立中央小学校
- 岩見沢市立南小学校
- 岩見沢市立志文小学校
- 岩見沢市立幌向小学校
- 岩見沢市立東小学校
- 岩見沢市立美園小学校
- 岩見沢市立日の出小学校
- 岩見沢市立第一小学校
- 岩見沢市立第二小学校
- 岩見沢市立北真小学校
- 岩見沢市立メープル小学校（特認校）
- 岩見沢市立栗沢小学校
- 岩見沢市立北村小学校

### 幼稚園
市立
- 岩見沢市立すみれ幼稚園

私立
- めぐみ幼稚園
- 天使幼稚園
- よいこのくに幼稚園
- よいこのくに幌向幼稚園
- 駒沢幼稚園
- 聖十字幼稚園

## 交通

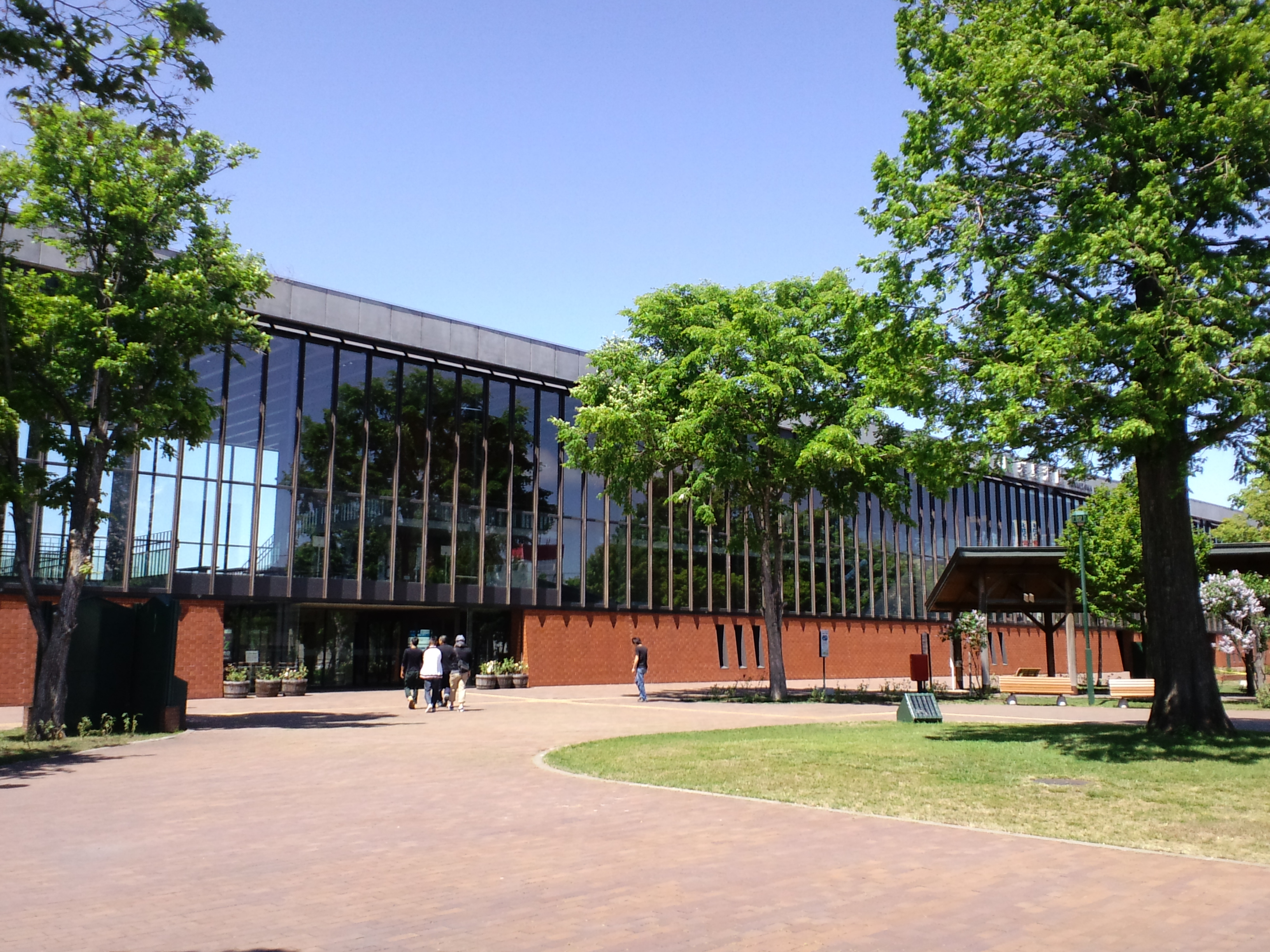
JR岩見沢駅

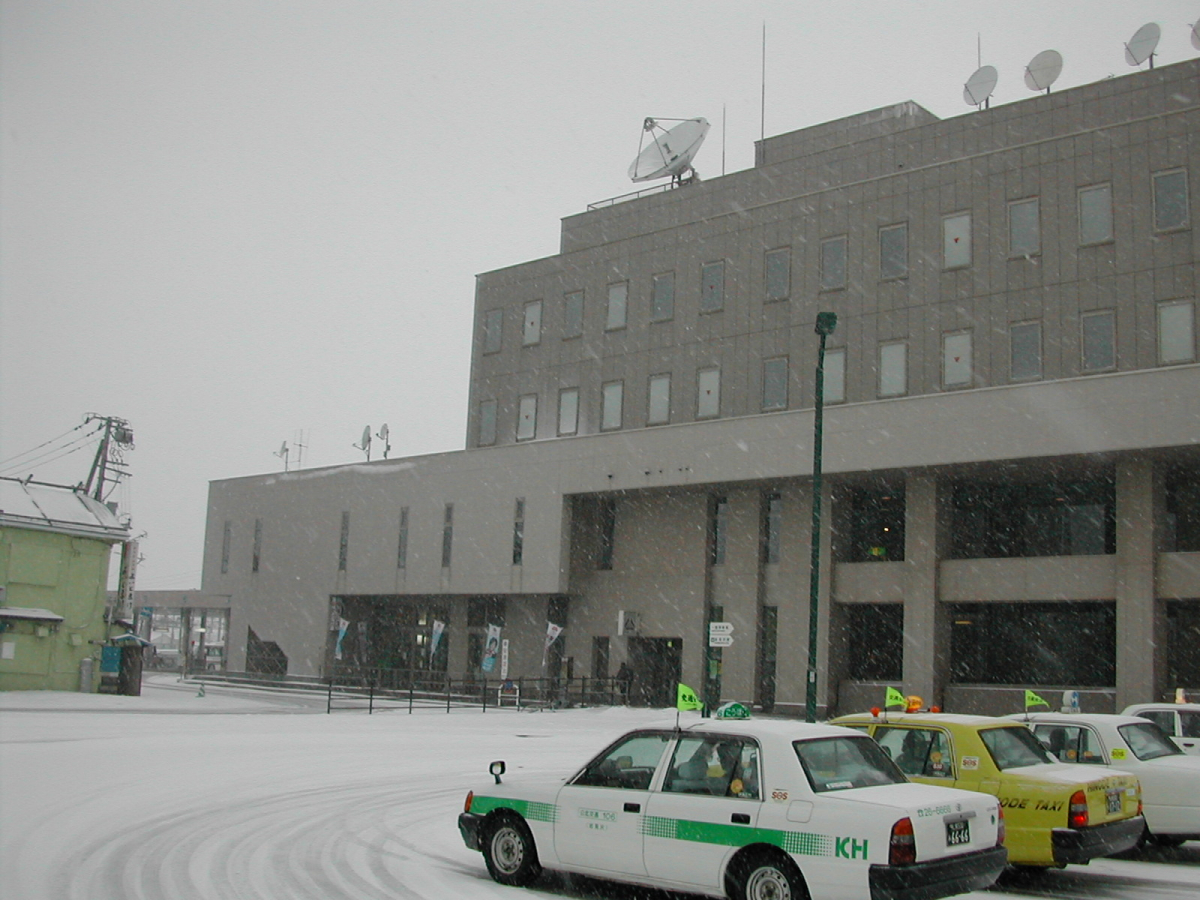
中央バス岩見沢ターミナル

JR北海道岩見沢駅・中央バス岩見沢ターミナルを中心に、岩見沢市内や周辺市町村（三笠市・美唄市・新篠津村・栗山町等）から札幌方面等への乗換地点として重要な位置付けとなっている。

### 鉄道
北海道旅客鉄道（JR北海道）
- 函館本線
  - 幌向駅 - 上幌向駅 - 岩見沢駅
- 室蘭本線
  - 栗丘駅 - 栗沢駅 - 志文駅 - 岩見沢駅

### かつて存在した鉄道路線
北星炭礦美流渡礦専用鉄道（1967年10月16日廃止）
日本国有鉄道
- 万字線（1985年4月1日廃止）
  - 志文駅 - 上志文駅 - 朝日駅 - 美流渡駅 - 万字駅 - 万字炭山駅

北海道旅客鉄道
- 幌内線（1987年7月13日廃止）
  - 岩見沢駅 - 栄町駅

### バス
バスターミナル
- 北海道中央バス岩見沢ターミナル

#### 路線バス
- 北海道中央バス（岩見沢営業所） - 市内・近郊路線（万字線・幌内線代替バスを含む）、都市間バス
- 新篠津交通 - JRバス岩見沢線（岩見沢駅 - 新篠津温泉）廃止代替。

この他、民営バスの撤退地区において無料市営バス路線（毛陽 - 万字、栗沢 - 幌向駅など）を運行。

### タクシー
岩見沢圏エリア
タクシー会社
- 岩幌交通（岩交ハイヤー）
- 岩見沢小型ハイヤー
- 日の出交通（日の出タクシー）：本社・栗沢営業所
- 岩見沢北交ハイヤー - 初乗り料金が北海道最安（1.4Kmまで480円）

### 道路

#### 高速道路
- 道央自動車道:（栗沢BS） - 岩見沢IC - （岩見沢SA/東山BS）

#### 国道
- 国道12号（中央国道）
- 国道234号（由仁国道）

#### 道道
主要道道
- 北海道道6号岩見沢月形線
- 北海道道30号三笠栗山線
- 北海道道38号夕張岩見沢線
- 北海道道81号岩見沢石狩線
- 北海道道116号岩見沢三笠線
- 北海道道139号江別奈井江線

一般道道
- 北海道道201号岩見沢停車場線
- 北海道道274号栗沢南幌線
- 北海道道275号月形峰延線
- 北海道道340号栗丘幌向停車場線
- 北海道道374号栗沢停車場線
- 北海道道687号美唄達布岩見沢線
- 北海道道728号中幌向栗沢線
- 北海道道789号上志文四条東線
- 北海道道816号峯延稔町線
- 北海道道817号茂世丑最上線
- 北海道道917号岩見沢桂沢線
- 北海道道960号宝水岩見沢線
- 北海道道1121号月形幌向線
- 北海道道1129号三笠栗沢線
- 北海道道1139号栗沢工業団地大和線

## 観光

### 文化財

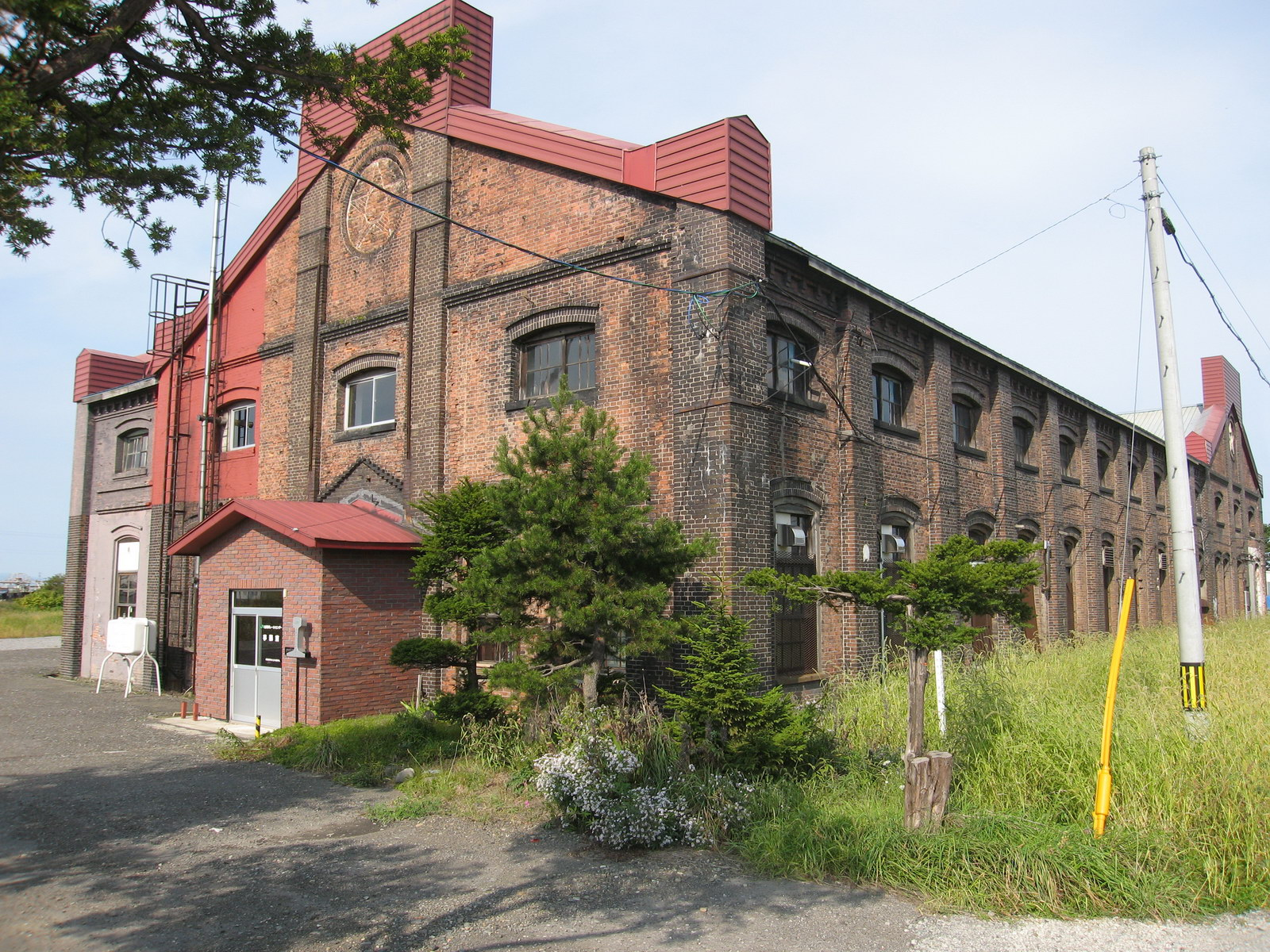
岩見沢レールセンター

- 岩見沢レールセンター（旧北海道炭礦汽船鉄道岩見沢工場、近代化産業遺産・準鉄道記念物指定）
- 岡山橋（土木学会選奨土木遺産指定）

#### 市指定
岩見沢市指定文化財
- 石器群 - 縄文時代中頃から後期旧石器時代のもの。岩見沢郷土科学館収蔵。
- 巖見澤紀碑 - 岩見沢神社境内に1905年建立。岩見沢開拓の苦労を伝える碑。
- 一の沢水源池取水塔 - 全国16番目の水道施設。岩見沢市所有・三笠市所在。近代水道百選にも指定。
- 旧國兼家住宅（旧竹野繁次郎家住宅） - 大正初期に建てられた土縁付き縁側回りで、道央では稀少な様式。
- 阿弥陀如来立像 - 鎌倉時代中期の地方仏師の制作と推定される。大願寺所有。
- 岩見沢雅楽会 - 明治末期の農業開拓者が営農の余暇に奏でた奏楽・宮廷雅楽を伝承する。
- 砺波獅子舞 - 富山県からの入植時に伝承したもの。
- こぶ志焼 - 北海道初の民窯の流れを汲む陶器。

### 観光スポット
いわみざわ公園

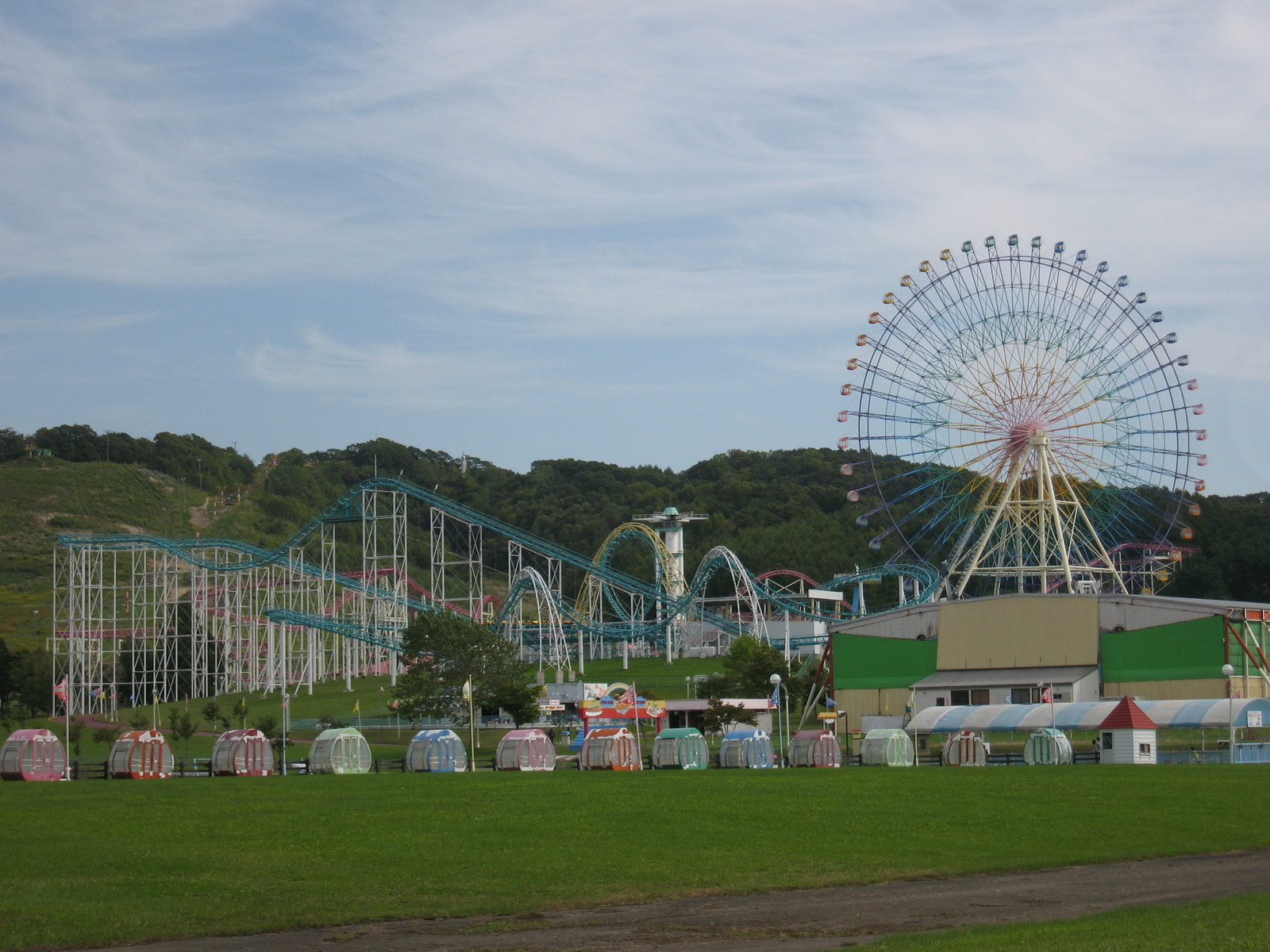
北海道グリーンランド

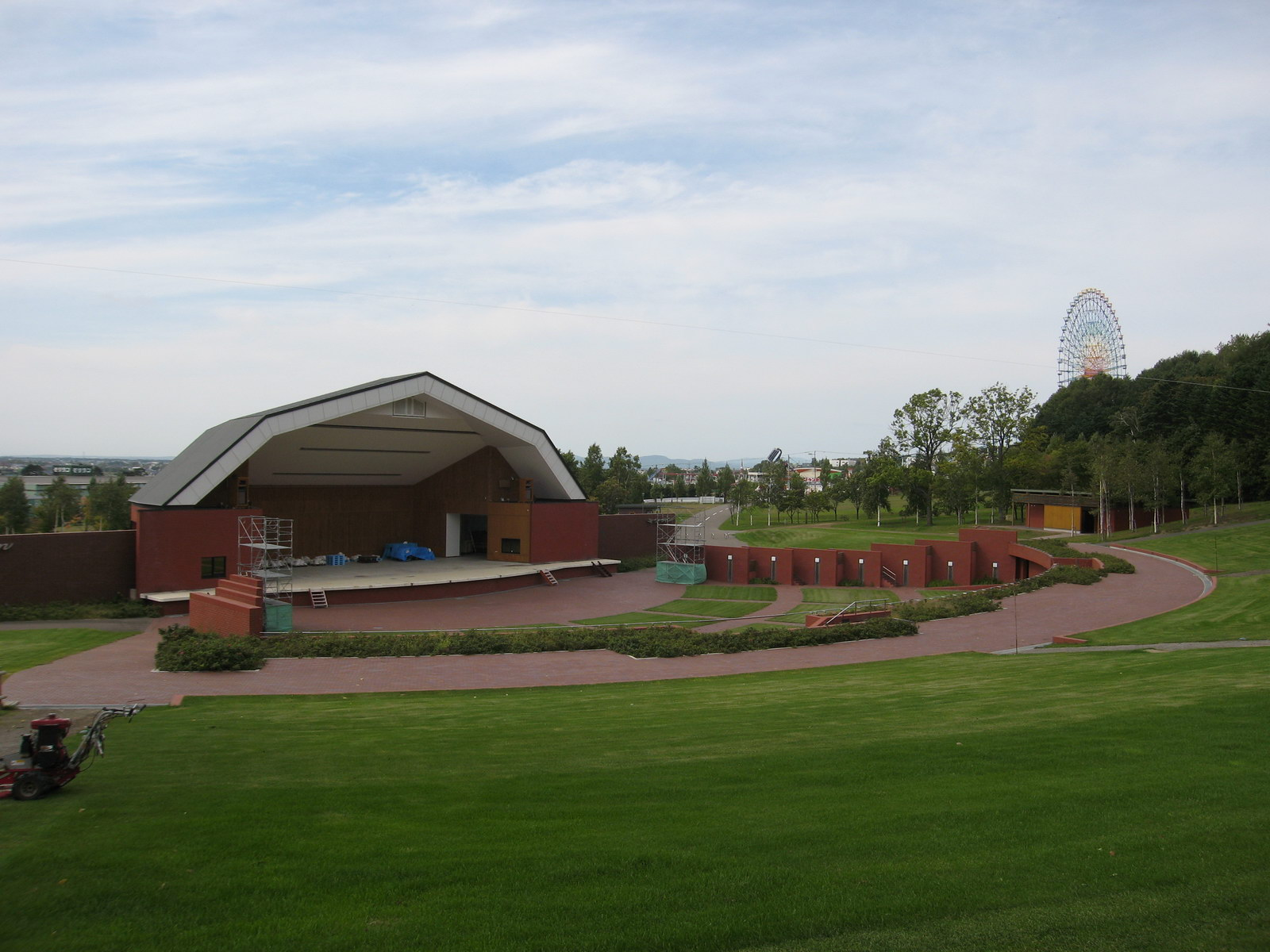
いわみざわ公園野外音楽堂キタオン

- 北海道グリーンランド遊園地・ホワイトパークスキー場
  - 北海道最大の観覧車（直径85m）、北海道最長のジェットコースター「轟音GO-ON」（1500m）、北海道唯一の3回転ジェットコースター「龍王-RYUOH-」などを設置
- 野外音楽堂キタオン（6月30日開設）[35]
  - 日本最大の野外音楽堂（敷地面積25,583m2・間口40m・奥行28m・客席14,000人～最大20,000人収容）
- バラ園
  - 北海道最大・国内第7位（8,600株、入園無料のバラ園では最大）[36]
- 岩見沢郷土科学館
  - 市内で発見された日本初・日本最大の雷管石を展示

ふるさと毛陽
- スパ・イン　メープルロッジ
- 毛陽コロシアム
- 毛陽交流センター

利根別自然公園
- 利根別原生林
- 大正池

東山公園
- 岩見沢スポーツセンター・トレーニングセンター
- 東山公園陸上競技場
- 東山公園庭球場
- 東山公園弓道場

あさぎり公園
- 野球場
- 庭球場

みずほ公園
- 野球場
- サッカー場

みなみ公園
- 蒸気機関車（C57形・D51形）2機の車輌を展示

栗沢スポーツ公園
- B&G海洋センター（アリーナ、プール）
- 栗沢球場
- 栗沢パークゴルフ場
- 栗沢テニスコート

北村中央公園
- 北村温泉
- ふれあい広場
- 森森（もりもり）ヘルシー広場
- ヘラブナ広場
- 北村環境改善センター
- 北村トレーニングセンター
- 北村プール

土里夢（ドリーム）公園
- 北村多目的体育館（人工芝アリーナ、トレーニング）
- パークゴルフ場

炭鉱・国鉄万字線遺構群
- 旧上志文駅
- 旧朝日駅（万字線鉄道公園）
- 旧美流渡駅（万字線鉄道資料館）
- 万字炭山森林公園（万字炭山ズリ山階段）

その他
- 岩見沢萩の山市民スキー場
- あやめ公園
- 玉泉館跡地公園
- 利根別川千本桜並木道　平成8年度手づくり郷土賞受賞。平成19年度同賞大賞受賞[37]
- リトルロックヒルズ
  - カフェ・ペンション併設のイギリス式庭園[38]。2015年には松岡昌宏らが出演するサッポロクラシック30周年CM「かき揚げ篇」の撮影にも使用された。
- 空知鉄道
  - 個人所有の庭園鉄道

## 文化･名物
様々な地域の人が行き交う交通の要衝という土地柄のためか多様な文化が見られる。また、庶民向けの文化が多い傾向がある。

### 祭事･催事
- IWAMIZAWAドカ雪まつり《2月》

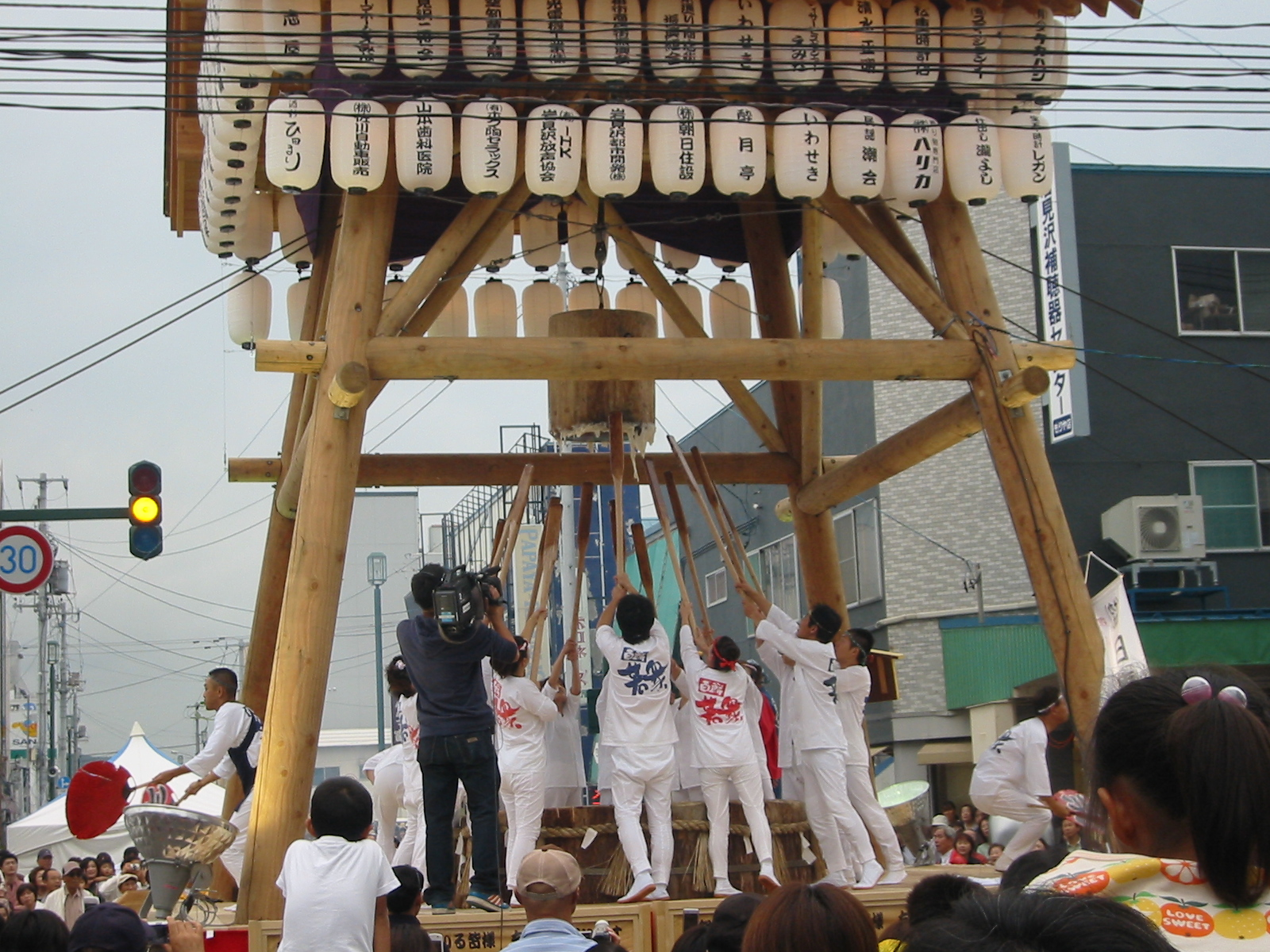
ふるさと百餅祭り

- いわみざわ春まつり（岩見沢神社春季例大祭）《5月》
- Sound Air《7月》
- いわみざわ彩花まつり・花火大会《7月》
- JOIN ALIVE《7月》
- いわみざわ公園花火大会《8月》
- きたむら田舎フェスティバル《8月》
- 岩見沢ねぶた祭《8月》
- くりさわ農業祭《8月》
- そらちグルメフォンド《8月》
- そらちワインピクニック《9月》
- ふるさと百餅祭り《9月》
  - 使用される臼と杵は国内最大
- いわみざわ情熱フェスティバル《9月》
- いわみざわ秋まつり（岩見沢神社秋季例大祭）《9月》
- 毛陽・万美紅葉祭り（旧　毛陽・万字りんご祭り）《10月》

### 芸術･芸能

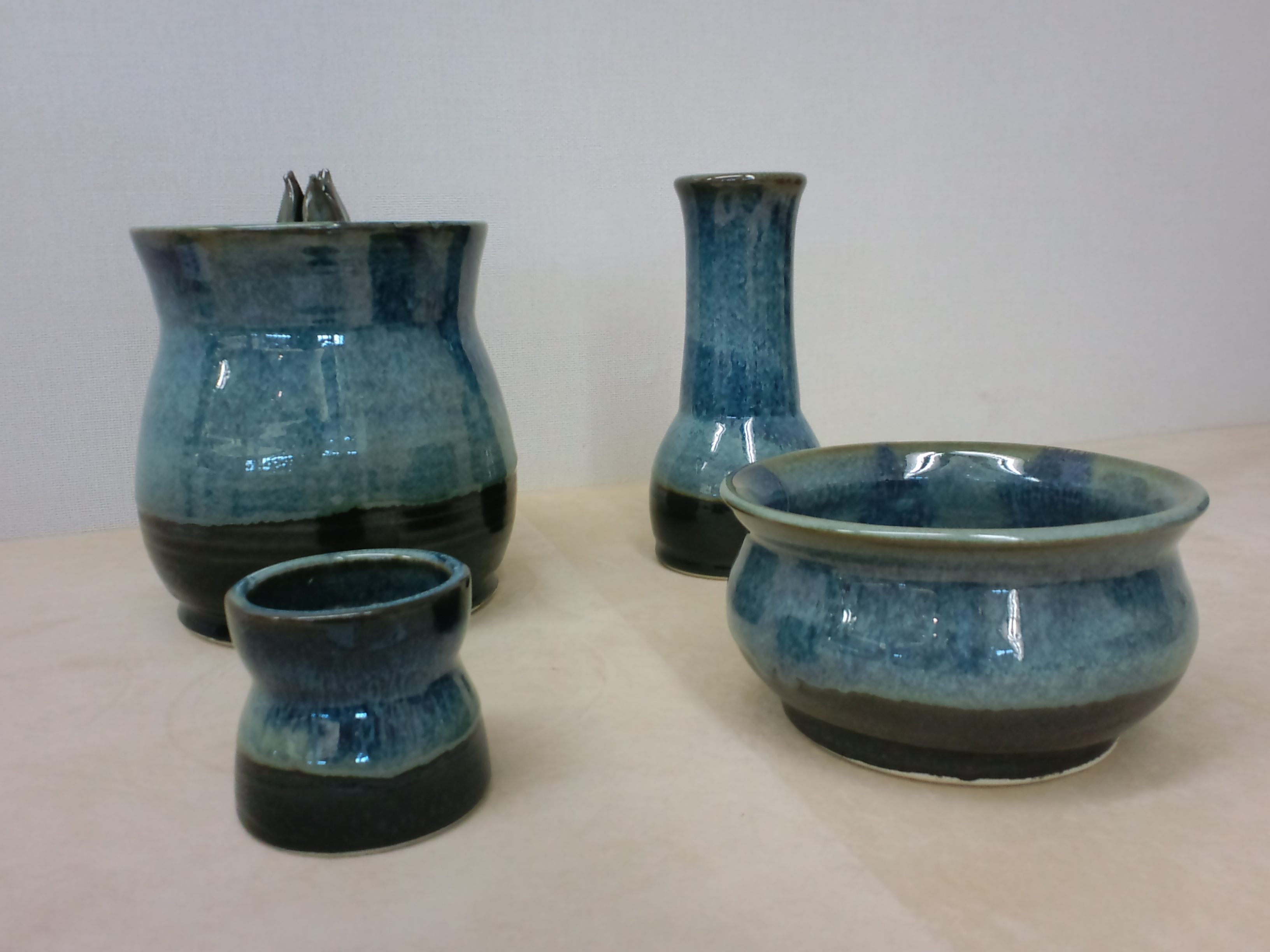
こぶ志焼

芸術
音楽においては、合唱で東高・光陵中・緑中・岩見沢小が全国大会出場の経験を持つ。現在も多くの学生・一般団体が活動しており、市の歴史がテーマの合唱曲「交響詩岩見沢」も作られた。また、夏季を中心に地域住民やアマチュアバンドによるコンサートや、著名なアーティストが出演する大型ライブも多く開催され、中には道庁所在地の札幌から岩見沢へ会場を移した事例もあるほど。
造形分野では、岩見沢で生まれた「こぶ志焼」が北海道初の民窯（日常生活用の陶磁器）とされる。現在もいくつかの窯が制作活動を行っており、海鼠釉と呼ばれる藍色系の色彩が代表的。それに関連するものとして陸上自衛隊岩見沢駐屯地では、昭和40年に発足した陶芸部が制作していた楽焼が上層部に評価され、本格的な焼き窯が設置されるまでに至り、前述のこぶ志焼の初代窯元が「日の出焼」と命名し指導に携わったというエピソードもある。陶芸以外では、公共施設や公園など市内各所に岩見沢ゆかりの作家のものを中心に彫刻作品が数多く展示されている事も特徴。また、合併前の旧栗沢町もかつての炭鉱街である美流渡地区への芸術家の移住促進などに取り組み、現在は「美流渡アートパーク」と呼ばれ、工芸工房や私設美術館などが点在する地区となっている。
北海道教育大学のキャンパス再編の際にもこうした地域性が反映され、岩見沢に芸術系の課程が多く置かれる事となった。

### その他
八大龍王大自然愛信教団の本部がある。
市内の駒園は、1964年に学校法人駒澤大学の誘致に伴い、駒澤大学北海道教養部キャンパスの正門側の区域を駒澤大学の「駒」を採って駒園とした。現在、同法人は撤退したものの、駒園の地名はそのまま使われている。

### 名産･特産
- かまだ屋 - 立ち食い蕎麦店に椅子を設けたような形態で市民に親しまれている食堂（いわゆるB級グルメ）
- 岩見沢清丘園 - キジ肉の生産
- NORTH FARM STOCK（株式会社白亜ダイシン） - 北海道ジンジャーエール、北海道野菜のディップなど北海道産食材の加工食品を製造

ワイン
- 岩見沢ワイン - 岩見沢加工ブドウ生産組合
- RICCA、空知ロゼなど - 宝水ワイナリー
- クリサワブラン - ナカザワヴィンヤード
- 上幌ワイン - 10Rワイナリー

銘菓
- 天狗まんじゅう、揚げまんじゅうなど - 天狗まんじゅう本舗
- めーぷるの樹、メープルリーフパイなど - 赤いリボン
- こぶし、百餅かすてらなど - 金作屋
- いわみざわ音頭、あやめだんご（彩花まつり限定）など - 一久庵
- 米粉シフォンケーキ、プディング・ドゥ・リィ・クレモン - 粉工房かんすけ
- びっくりいも、イチゴ大福など - カワダ製菓
- 薔薇香るラスク、万字炭山など - グランマ・ヨシエ

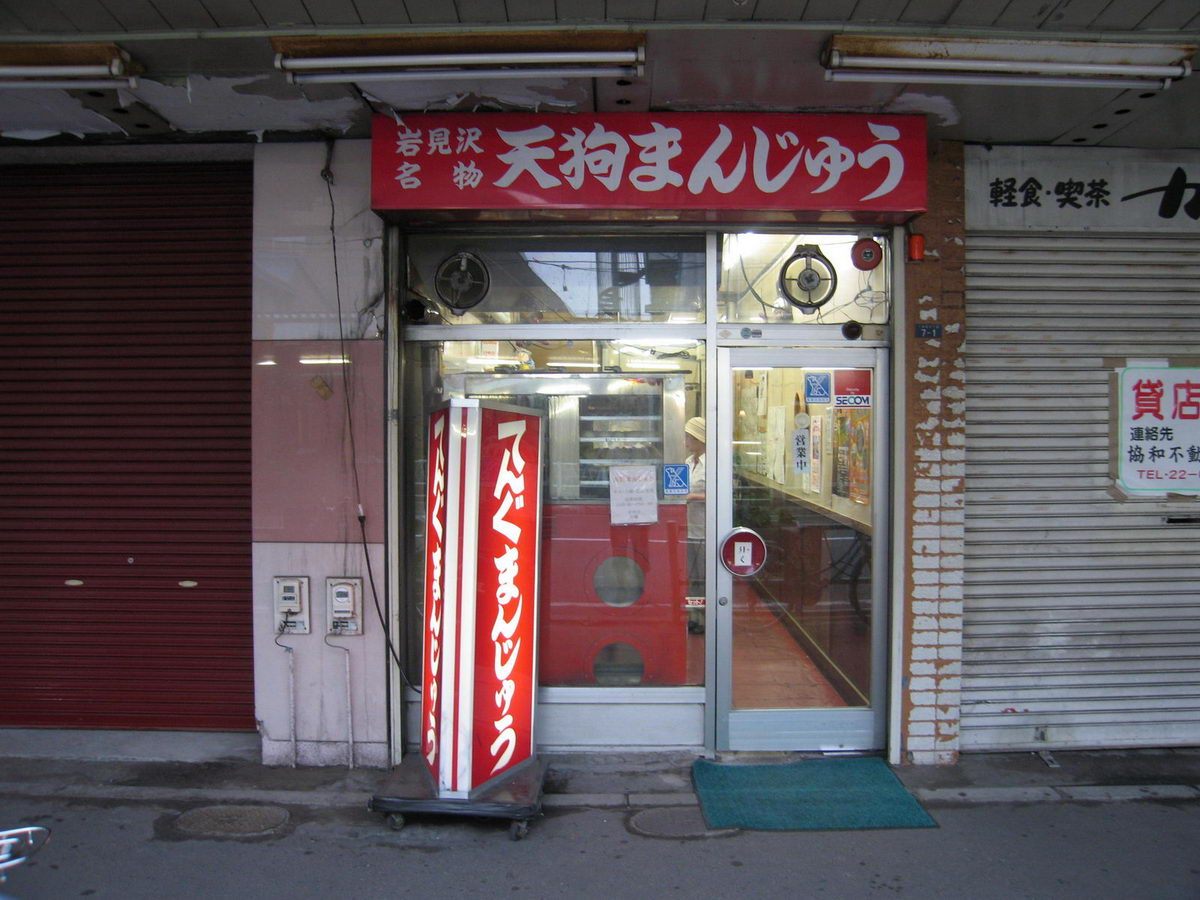
天狗まんじゅう駅前店（旧店舗）
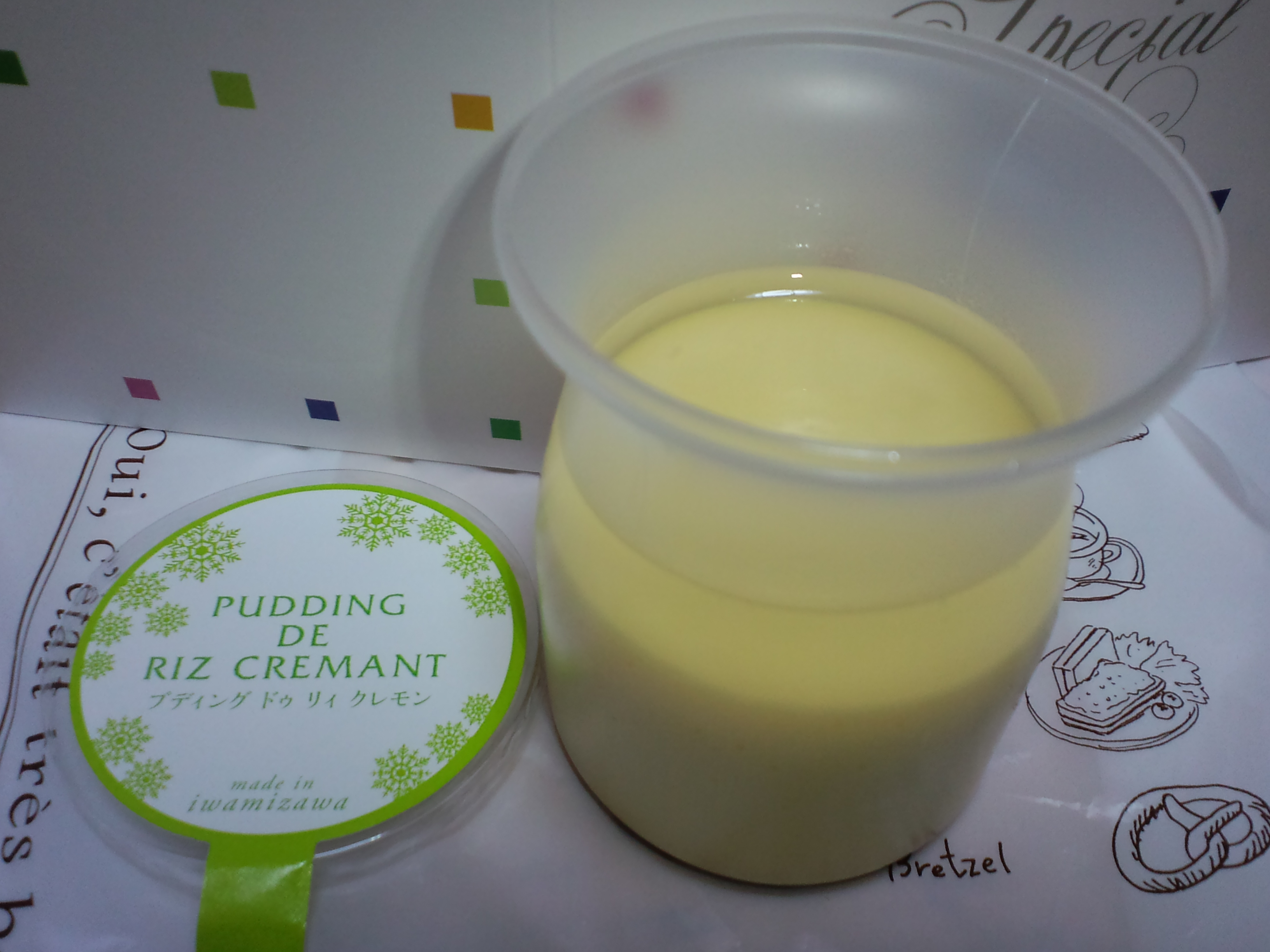
ワインソースと米粉のプリン プディング・ドゥ・リィ・クレモン

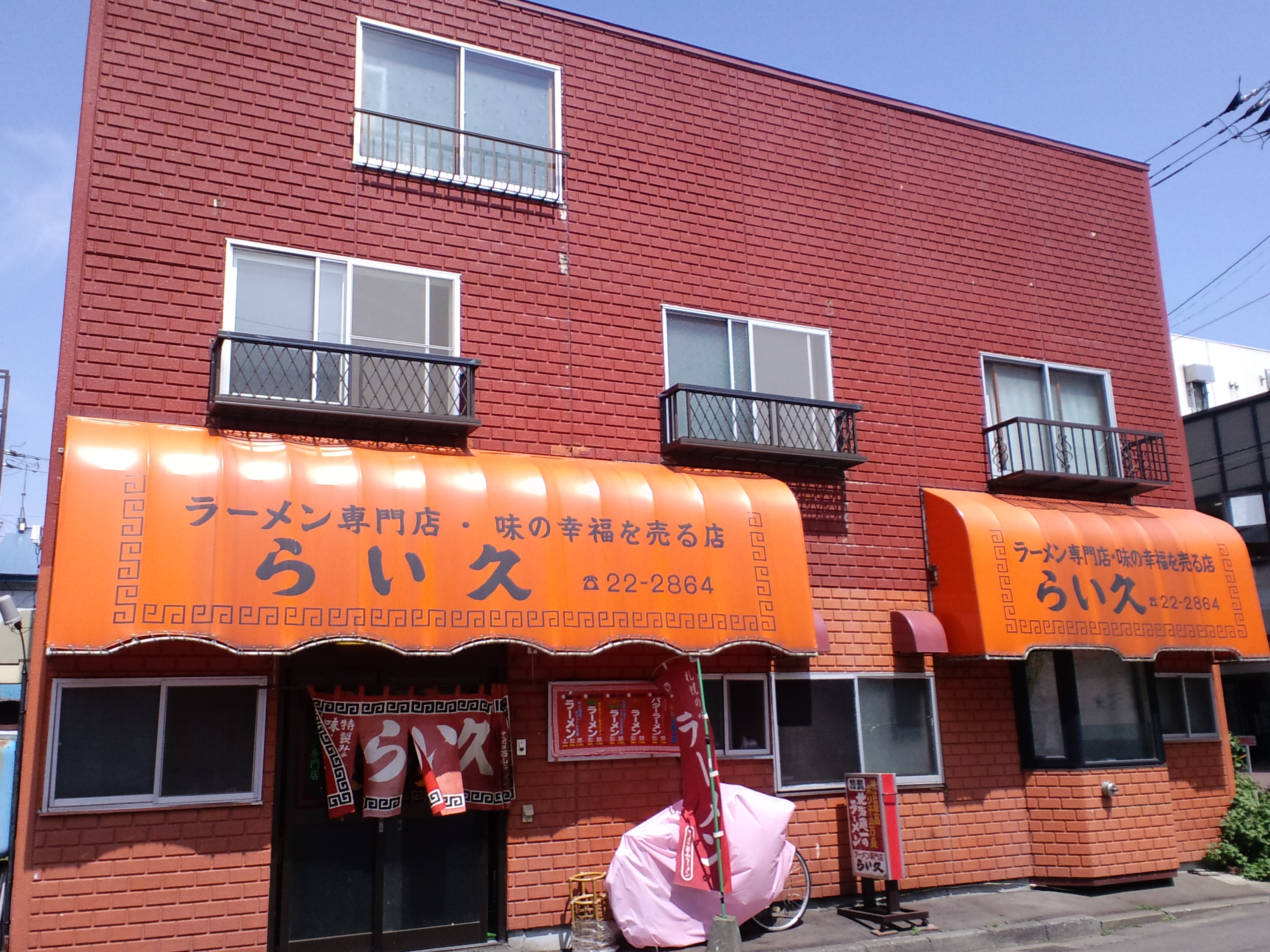
デカ盛りラーメンの店「らい久」

食文化
コストパフォーマンスを重視した、いわゆるB級グルメが強く定着している。詳しい理由は定かではないが、一説には炭鉱や鉄道などに従事する肉体労働者の食欲を満たすためと言われる。格安のそば・うどんを立ち食いそばに座席を設けたようなスタイルで提供する食堂が、製粉会社が経営する「かまだ屋」をはじめ市内各所に存在する。そのほか、捨てられるはずの内臓を使い安価で提供する美唄焼き鳥が比較的早くに流入・定着した事や、有名なラーメン二郎の創業以前からデカ盛りを売りにしたラーメン店が出現している事も同様の要因とされる。
また、最盛期にはそれらと対照的な高級料亭なども存在し、炭鉱会社や鉄道会社の幹部による接待需要に対応していたとされる。当時の高級料亭にルーツを持ち、時代とともに庶民向けに姿を変えたとされる和食店が現在も岩見沢駅の近くで営業を続けている。
近年では市内・近隣におけるワイナリー・ヴィンヤードの増加を受け、ツヴィーベルクーヘンなどワインの本場で親しまれている料理を地場産食材でアレンジする試みや、ワインを使用した銘菓の開発が活発化している。

### スポーツ

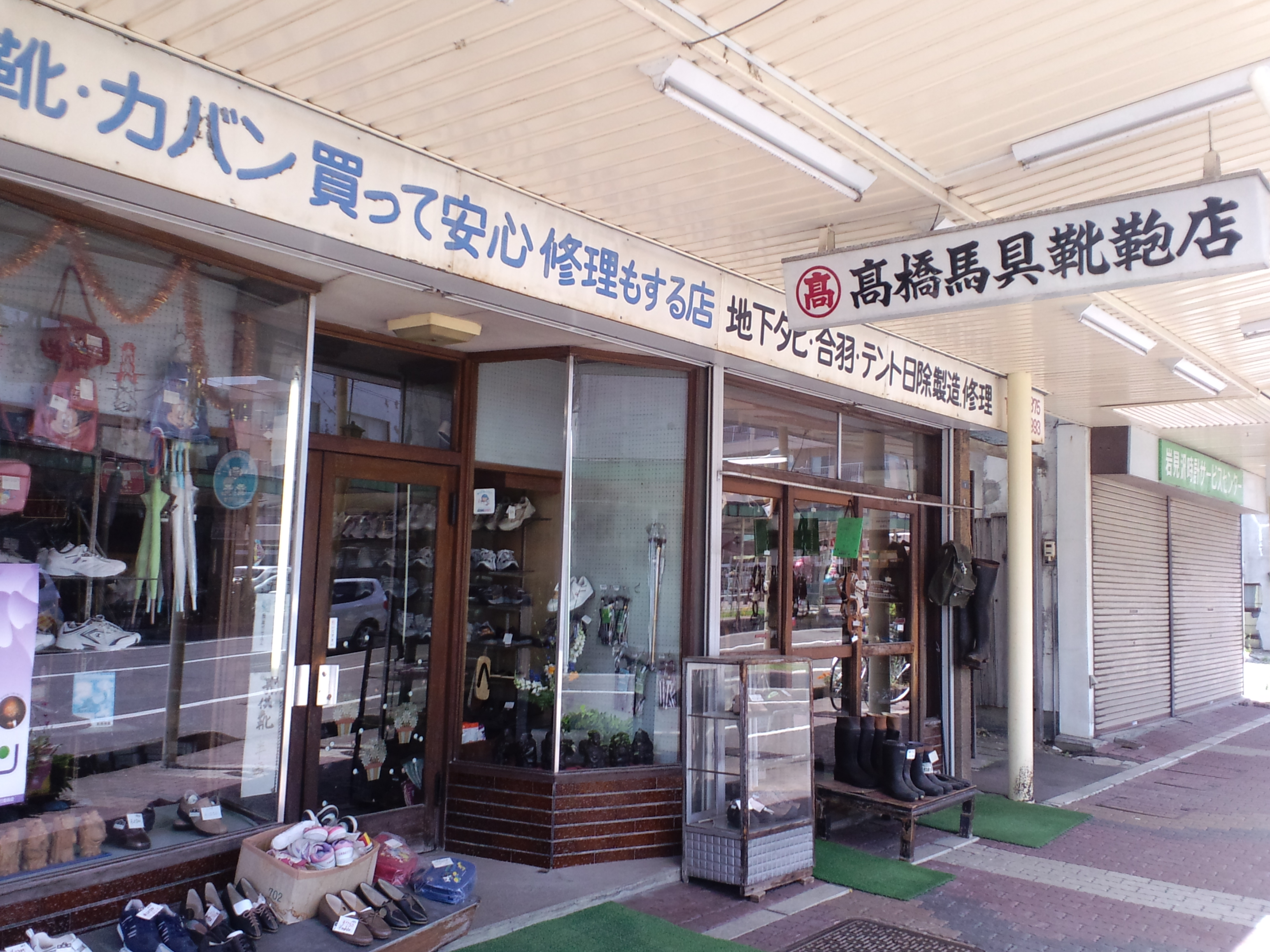
商店街に残る馬具店

競馬
集客減による財政圧迫のため2006年で廃止されたが、夏は岩見沢競馬場でばんえい競馬が開催されていた。駅やサービスエリアには「ばん馬の像」が設置されており、岩見沢が競馬の盛んな土地だった事を伝えている。岩見沢駅近くの商店街にも開催当時から続く馬具店が今なお存在し、馬具で培った加工技術を生かして靴や鞄、ベルトやペット用首輪などの皮革製品を修理・製造・販売している。毎年冬に開催されるドカ雪祭りでは、人間を馬に見立ててそりを曳く人間ばん馬という競技が行われている。さらに、岩見沢が馬とともに歩んだ歴史をより広く伝えるため、廃止された競馬場の跡地に乗馬場などを整備する構想が持ち上がっている。

## 出身･関連著名人
- 藤圭子（歌手。宇多田（旧姓 阿部）純子。昭和42年栄中学卒業）
- m.c.A・T（シンガーソングライター：ヒップホップ）
- 芹那（タレント、SDN48元メンバー）
- 梅澤昇平（政治学者）
- オジョー（お笑い芸人、上海ドール元メンバー）
- 青竹正一（法学者）
- 江良潤（俳優）
- 岡島秀夫（農学者）
- 奥岡茂雄（美術評論家）
- 勝井信勝（化学者）
- 小平忠[41]（政治家）
- 小平忠正（政治家）
- 久保嘉治（帯広畜産大学元学長）
- 倉増新八郎（空知信用金庫元理事長、元道議会議員）
- 西田信一（政治家）
- 五十嵐三津雄（元郵政事務次官・元KDDI会長）
- 田村智幸（元日本弁護士連合会副会長、元北海道大学特任教授）
- 白崎義彦（NHKアナウンサー）
- 渡辺陽子（フリーアナウンサー・元HBCアナウンサー）
- 常本照樹（憲法学者）
- 能勢弘之（北海道大学教授・刑事訴訟法学者）
- 能勢邦之（元岩見沢市長）
- 藤田嘉夫（北海道大学名誉教授）
- 小野哲雄（情報工学者・北海道大学大学院教授）
- 藤岡信勝（拓殖大学教授・東京大学教授・教育学）
- 能勢之彦（南カリフォルニア大学教授・心臓外科学）
- 辻村もと子（作家）
- ドウス昌代（作家）
- 中村武羅夫（作家）
- 浜田毅（撮影監督）
- 氷室冴子（作家）
- 武田一義（漫画家）
- 萩原哲晶（作曲家）
- 前田忠明（芸能記者）
- 依田紀基（囲碁棋士）
- 安藤麻実（2012年度準ミス日本）
- 鈴木智樹（プロサッカー選手）
- 白崎浩之（プロ野球選手）
- 長谷川勝敏（大相撲元関脇）
- 横井宏考（総合格闘家、プロレスラー）
- ブルート一生（プロレスラー）
- 星ハム子（女子プロレスラー・アイスリボン）
- 東野有紗（バドミントン選手）
- 南山吉弘（NHKアナウンサー）
- 玉置桃（柔道家・2014年世界ジュニア57kg級チャンピオン）
- しばたひろこ（漫画家）
- 阿波加俊太（プロサッカー選手）
- 渡邉唯（フリーアナウンサー・元NHK札幌放送局スポーツキャスター）
- 渡邉芳樹（元厚生労働省年金局長、元社会保険庁長官、元在スウェーデン日本国大使館特命全権大使）
- 栗谷川健一（グラフィックデザイナー）
- 斉藤優汰（プロ野球選手・広島東洋カープ）
- メイリ[42]（グラビアアイドル）
- 桜庭遥花　(アイドル　CUTIE STREETメンバー)
- 彩青(演歌歌手)

## その他
主なものは各節にて記載
- 旧国鉄岩見沢操車場（廃止） - 東北以北最大
- 岩見沢複合駅舎
  - 駅舎のデザインを公募 - JRグループ初
  - 2009年度グッドデザイン大賞、2010年日本建築学会賞作品部門（建築分野の賞で国内最高峰）などを受賞。
  - ガラスカーテンウォールのマリオン（窓枠）に鉄道のレールを使用 - 日本初
  - 駅舎のガイドツアーを開催 - 北海道初
- ホロムイソウ - 市内幌向地区で発見された事に由来。
- 映画『ぶどうのなみだ』 - 主なロケ地の一つ。
- 漫画『北高まちおこし部はまちおこさない』 - 舞台である「象々市」は岩見沢市がモデル[43]。